# 魔法陣グルグルの登場人物
魔法陣グルグルの登場人物（まほうじんグルグルのとうじょうじんぶつ）では、衛藤ヒロユキの漫画作品およびそれを原作にしたアニメ作品の登場人物について解説する。なお、本作の続編『魔法陣グルグル2』の登場人物やエピソードについても本項にて扱う。
- 1作目：魔法陣グルグル (1994年のアニメ)
  - 劇場版：劇場版 魔法陣グルグル
- 2作目：ドキドキ♡伝説 魔法陣グルグル
- 3作目：魔法陣グルグル (2017年のアニメ)

声の表記は特筆の無い場合「1作目 / 2作目 / 3作目」。

## 主要人物
ニケ
声：瀧本富士子 / 南央美 / 石上静香
本作品の主人公。グルグル暦1298年10月21日生まれのO型。13歳（アニメ3作目のエピローグ、『2』では14歳）の少年で父親に勇者として仕立て上げられ無理やり旅立たされる。専用装備が使えるなど勇者の適性はあるが、勇者というのは一種の称号であり、真の職業適性は盗賊。金髪で赤いバンダナを巻いている。剣の扱いはあまり得意ではない（最初の戦闘では敵にかすりもせず、ゴチンコの元で修行を積むが才能が無いと言われた）、「勇者の拳」と呼ばれる専用装備を身につけている。光魔法の最高峰「キラキラ」（自然界のあらゆるエネルギーを剣の形に変えて取り出す魔法）を使い自分の剣を始めとした火、地、水、風の剣を使う。光魔法「カッコいいポーズ」（外見は普段に比べ著しく大人らしい）も使える。しかし「2」ではキラキラはあくまで「ギリを倒すための力」で「ギリを倒したら取り上げられた」ため、使用できなくなっている。現在習得しているのは「かっこわるいポーズ」のみ。
可愛い女の子に弱く、調子に乗りやすい性格。ククリのお尻に執着したり、ククリが薄着に着替えたりすると喜ぶなど、少々スケベ。人の話を聞き違え、誤って解釈することが多い（2では勇者のあかしをお菓子と間違えて食べてしまった）。甘い物は苦手。ククリの事は大事に思っているが彼女の前で好意を直接口にした事は一度も無い。
グルグル世界での公式な記録では、ニケとリリックの手違いから「勇者ああああ」として伝わっている（スピンオフ「舞勇伝キタキタ」では、一応本名で伝わっている）。勇者の拳も、「恥ずかしの拳」として伝わった。
ギリ封印後はククリの想いを受け入れたが曖昧な返事をしただけで関係は進展していない。「2」ではジミナ村に戻って国王から莫大な賞金を貰い学生として平和な生活をしていたが授業を替え玉を使ってサボる問題児となっていた。平和は長く続かず新たな魔王が誕生した為ククリと共に新たな冒険に出る。後に魔王に呪いをかけられ夜は龍の姿になってしまうがその容姿は良く、ククリとジュジュを魅了する程。
アニメ3作目のエピローグおよび「2」の8話時点で、レベル14、HP68、MP32。2013年6月の人気キャラ投票の結果は2位。
アルス
地の王の試練・「ゲソックの森」シリーズの主人公。森に居る間ニケが名乗らされた名前。アニメ3作目（次回予告）での名称は「もょもと」。
ククリ
声：吉田古奈美（1作目、2作目） / 小原好美（3作目）
本作品のヒロインで、もう一人の主人公。グルグル暦1299年3月16日生まれのB型。茶髪に長いみつあみが特徴。13歳（アニメ1作目・3作目では当初12歳）の少女だが、ミグミグ族の末裔で、この世にただ1人残った「グルグル使い」。「ミグミグ族の生き残り」と名乗る男（声：藤本譲（1作目））によって魔法オババのもとに預けられ、友人の1人も作れないまま彼女と2人きりで過ごしたが、13歳の頃にニケと旅に出る。
性格は天真爛漫そのもの。両親はアナスタシアにおり、後に再会する。本（勇者物語）の影響もあり、勇者に対して過剰なまでに憧れている。特技は踊りと料理（料理の腕前は冒険の途中で上達しているが、外伝では苦手となっている）。チョコレートが好き（冒険者ラカンに貰って初めて食べている。また、アニメ1作目では魔法オババに「大人じゃないと食べられない」と騙されて育ち、ショコレの町に着くまで食べた事が無かった）で、辛いものが苦手。アラハビカで「青とうがらし」を食べて以来、辛いもので野生化（ウニョラー化）する。「ウニョラー」に似た言葉でも再発する。一時期モンスター探知機として魔除けのお人形（声：中田和宏→長島雄一（1作目） / てらそままさき（3作目））を持っていた。ニケの事が大好きで独占欲が強くニケが他の女の子にデレデレするとすぐ嫉妬する一面があり、悪魔化した事もあった。最後の戦いで恋するハートを発動させてニケに告白。ニケに曖昧な返事ではあるが受け入れてもらった事でギリの封印に成功した。「2」ではジミナ村に戻って学生として生活していた。ギリ封印後はグルグルを使えなくなっていたが新たな冒険にニケと出かけたい一心でグルグルを再び発動可能になった（ギリ封印までに使ったグルグルは全て使えなくなったと思われていたが、とかげのしっぽだけは使える事が後に判明した）。
「2」の8話時点で、レベル12。2013年6月の人気キャラ投票の結果は1位。後にレベルアップして現実に侵食する程の魔力を得るが、代償として服がみすぼらしくなる。
リッフィー
ゲソックの森IIでサリフィー登場直後に唐突に現れた美少女キャラクターの一人。本人曰く「ちょっと内気」「最初に勇者様に会った」。その正体は、クルジェの力を借りてキャラクターに変身し、ニケを救出しに来たククリ。宇宙大皇帝を「トカゲのしっぽ」の一撃で葬り、ループ地獄を終わらせた。
ギップル
声：高乃麗（1作目、2作目） / 櫻井孝宏（3作目）
ニケとククリに同行する、風の精霊兼道案内役。謎が多い。頭部にある2本の触手で魔力を感知する。この触角を利用して、アイテムや魔物の探知、人が持つ魔力の調査などが可能。魔物や町村など世界の地理についての知識も豊富で、それら情報を勇者達に解説している。外見はかわいくも見えるが、ふんどしの上にマントを着用しているのみ。着ているマントは伸ばせばテントになり、野宿に便利（上を見上げれば褌が丸見え）。さらにマントの中の空間を圧縮することで、テントの容量までならアイテムを収納できる。戦闘能力はほとんど持ち合わせおらず、モンスターとの戦闘に入って形勢不利と見るや否や、すぐに逃げる。戦闘時以外でも、何らかの理由をつけて故郷に帰ってゆく。他の精霊や妖精との接触を好まない模様。よく道に迷う。クサい台詞を極度に嫌い、聞き続けると死亡するらしい。自分でクサい台詞を発して、自ら悶絶したこともある。かけ声は「ギップリャ！」（読者からの応募採用）。「風の精霊の村」は世界中にあり、大量のギップル達が世界中に風を送っているが、その光景は一見、世界中に放屁しているようにしか見えない。出身地は、カルサ谷の谷底にある「風の精霊の村」（風の王が住んでいる）。
劇場版では「鉄ふんどしを締める」のが本人の願い。アニメ3作目では第1話と第3話の『グルグルぷちあにめ劇場』で本編よりも先に登場している。
2013年6月の人気キャラ投票の結果は7位。
アドバーグ・エルドル / キタキタ親父
声：緒方賢一（1作目、2作目） / 小西克幸（3作目）
グルグル暦1260年1月1日生まれのB型。白髭で禿げている。52歳（ドラマCDでは自称42歳）。HPは1650。職業は踊り子。元・キタの町の町長で、町に代々伝わる神聖な女性の舞踊「キタキタ踊り」を劇場で一般公開することで町を繁栄させたが、それ以来、町には女の子が生まれなくなってしまった（作中では「神聖な踊りを見世物にした祟り」ではないかと言われていた）。踊り手がいなくなった状況を打破しようとして彼が考え出した策は「自分が踊る」というものであったが、本来の内容（若くもないし女性でもない）から外れたこの策は見事に失敗して町は急激にさびれた。この責任を取り町長を退いた後は町の宿屋の経営者兼キタキタ踊りの最後の伝承者になる。現在はキタキタ踊りの後継者を探すため、世界を旅している。常にキタキタ踊り伝統の腰みのを纏い、その姿は気味が悪い。グルグル「ツチヘビ」にも魔物と間違われた。根は善良であるが、非常に場違いな使命感に満ち溢れており、自己顕示欲が異常に強い。どんな時でもキタキタ踊りを広めるための売名行為と宣伝は欠かさない。魔王ギリとの決戦の際にも、平気で魔王ギリにキタキタ踊りを勧めようとしていた。何かとストーリーに参加したがるが、所構わず踊り、敵味方双方から顰蹙を買う。登場人物中最強のキャラクターとされ、いかなる目に遭っても気絶すらしない。魔物のナナコナ達やミウチャの父親などにはキタキタ踊りは受け入れられた（ミウチャ父の方は、星の飾りによる時間のやり直しで無かったことにされた）。また、パンフォス解放後はアラハビカに「わしのおどり」という店を開いたが、ジュジュのお告げにより「誰も来ない」と言われてしまった。
アニメ2作目では後継者探しのためコパール王国に訪れており、国王自ら用意した余興として「旅の芸術家」扱いされたが、モンスター探知機にはモンスターとして認識された。更にアラハビカでは悪魔化したククリのイタズラの仕業で、ニケに自身が魔王ギリで本当の父であると言葉巧みに騙し、「キタキタ踊り」の後継者にしようとした。
キタの町には彼の顔を象ったお菓子「おやじパイ」があるが(漫画では未登場)、非常に不味い。「2」では踊りで魔王の呪いを解除したりククリ達の元に強引にワープする等の超人的な能力を体得。「踊りを見せる事で毒で毒を制す方法」で呪いを解く事で一つの町と国を救う活躍をしている。いまだレベルは上限に達しておらずまだレベルは上がっている。自らが持ち込んだアイテムや異様さ等が原因で魔王セイフクシャが復活してしまった。
アニメ3作目ではキタの町の町長の代わりにカセギに襲われていた。
2013年6月の人気キャラ投票の結果は4位。
スピンオフ作品『舞勇伝キタキタ』では主人公として登場（同じような名前の作品が巻末ネタとして名前のみ単行本に出ていた）。
100万点キャラ→キタフィー
ゲソックの森およびゲソックの森IIに登場する、取ると100万点のボーナスキャラクター。その正体はキタキタおやじがゲソックの森クリアに失敗してキャラクターにされた姿。サリフィーの登場直後に（ニケ曰く「すげーハンパに」）ギャル化し「キタフィー」と名乗る。
ジュジュ・クー・シュナムル
声：天野由梨 / 荒木香恵 / 大地葉
シュギ村に総本山を構えるプラトー教の巫女・ルナー（戦う神官）を務める少女。グルグル暦1300年11月9日生まれのB型。11歳。性格はクールで現実的な面と、マイペースで周囲を戸惑わせる面を併せ持つ。特に戦闘用祭壇で祈るなどすると一種のトランス状態となり、過激な行動を取る。この状態を脱するには、周囲の者がジュジュを半覚醒状態へ誘うため「静寂のガラガラ」を再度用い、眠りにつかせるといった方法が必要となる。主要な戦闘法は聖書の詠唱で、自らの魔力とプラトー教のアイテムで魔物を蹴散らす。聖水を実体化させ剣にする「聖水剣」などが代表。またそれらに頼らずとも本人の戦闘力も高く、タテジワネズミ程度なら素手で倒せる（犬に変身させられた状態でククリを空高く殴り飛ばした）。プラトー教の伝承の1つである「鳥」に執着を示す。父親の事は「パパ」と呼んでいるが、アニメ2作目では「お父様」とも呼んでいる。
アニメや物語序盤などではニケに好意を持っている様子だったが、アラハビカ編ではククリへの好意を語るようになり彼女とは親友となる。「2」ではニケが龍化の呪いを受けた際にククリにニケの時間別の共有を提案される程の仲。龍化したニケの容姿にはまんざらでもない様子(後にほっぺにキスされた)。
パンフォス防衛後はニケ達と別れた後そのままアラハビカに移住するが、平和な生活に飽きてトマに「気になる言葉」（「もっちり」「こばら」等）を毎日メールして困らせている。「自分にとっての気になる言葉集め」はその後も趣味となり、冒険中にも気になる言葉を見つけると、メモを取るようになる。物語後半に「囚われのお姫様気分」を味わう為にわざと誘拐されるが散々な目に遭った。救出後はそのままパーティに復帰。ギリ封印後はアラハビカに戻り、最終回でトマと共にワンチンからミグミグ族の一員として認められた。
アニメ3作目ではギリ憑依時やトランス時には静寂のガラガラが使用されず勝手に気絶し自動的に解除される演出に変更されている（『ぷちあにめ劇場』第11話で使用されたが直接描写は無く、原作同様言葉だけで処理された〈2作目では同様の場面では明確に描写されている〉）。またククリが腕輪を持って現れた際ニケを「光のヒーロー」、ククリを「闇のヒロイン」と称している。アニメ3作目の最終話時点ではレベル38で、レベルが判明しているパーティの中では一番レベルが高い。
2013年6月の人気キャラ投票の結果は3位。
トマ・パロット
声：神代知衣（1作目、2作目） / 藤井ゆきよ（3作目）
キタの町出身の少年。グルグル暦1300年11月7日生まれのA型。11歳。とにかく地味。
キタの町の地元3人組の一人として初登場。僧侶志望だったが、魔力の素養が無かったらしく魔技師に転向、ネコジタ谷の冒険から勇者のパーティの一員となる。勇者パーティの中では言動も常に常識的なせいかツッコミ役に回る事が多い。ネコジタ谷で合流した時点でレベルはニケやククリを大きく上回って10（合流するまで別のパーティーに加わっていたが、アニメ3作目では別のパーティーは登場しない）。ネコジタ谷攻略後はレベルが一度に3上昇。発明品に「魔雷砲」「魔導ボード」等がある。単純な戦闘力なら最強説が浮上する。実際、装備品のあらゆる所に攻撃用の仕掛けが仕込まれている。地味で、謙虚さと穏やかな性格を兼ね備えているが自分の好きなアイテムのことになると人が変わる。アラハビカにて、夢であった自分の店を構えることができたが、暴走したニケとククリに2度破壊され、キタキタおやじによって変な店に作り変えられる。パンフォス防衛後はニケにアラハビカの支配人として街を任されたがジュジュの誘拐を機にピグナピナ大陸でニケ達と合流しパーティに復帰した。ガタリの啓示（「アイデアが無限に沸いてくる」らしい）を受けるが、原作ではそのシーンは「絵的に地味」という理由で省略された。ギリ封印後はアラハビカに戻り、最終回でジュジュと共にワンチンからミグミグ族の一員として認められた。アニメ3作目の最終話時点でレベル29。
「2」でも登場するがあまりにも地味な為、お友達召喚でも呼び出しに連続失敗する程だった。
2013年6月の人気キャラ投票の結果は9位。

## 主要人物の同行者
ザザ・ドルドル
声：石川寛美（1作目） / 藤原夏海（3作目）
キタの町に住む少年。キタの町町長の息子で、ミグの兄。魔法マニアで、魔法使いになりたかったが、そもそも魔力を持っていなかった。祖父はザムディン。ベームベーム召喚（声：小形満（1作目））を見てからは魔法が怖くなったらしく、剣士を志望。「2」の8話時点で、レベル10（魔法動作の練習により張り手レベルが上がっていた）であったが、ナニカを触ることでレベル12になり、見習いレベルの魔法を習得した（しかし、魔法の発動場所が不安定）。ニケ達のパーティに参加したが、途中でミグがホームシックにかかった為、妹を連れてキタの町に戻る。後におともだちのダンジョンの冒険に妹と共に再びパーティに一時参加した。
2013年6月の人気キャラ投票の結果は19位。
ミグ・ドルドル
声：こおろぎさとみ（1作目） / 本渡楓（3作目）
キタの町に住む唯一の少女で、ザザの妹。村唯一の女の子であったことからキタキタおやじにキタキタ踊りの後継者にと、腰蓑を送り付けられたりしたが、徹底的に拒絶した。化粧が趣味だが色仕掛けのつもりで化粧した顔をバケモノ呼ばわりされ精神ダメージを受けたが牢屋を脱出する事には成功した。武闘家志望で「2」ではにぎり真拳を取得している。ニケ達のパーティに参加したが途中でホームシックにかかり、兄と共にキタの町に戻った。後におともだちのダンジョンの冒険に兄と共に再びパーティに一時参加した。「2」の8話時点でレベル2。
2013年6月の人気キャラ投票の結果は20位。
ゴチンコ
声：安西正弘 / 小和田貢平 / 小山力也
シュギ村で剣の道場を経営する男。副業として詐欺に近い大道芸人をしており、アニメ3作目ではニケに剣の才能の無さを見るや否や、自身の副業の大道芸人を勧めていた。ゴチンコ流へっぽこ剣法「おもろうてやがてダメージ」の達人で、「もっと恥ずかしく、もっと情けなく」が信条。一応剣の腕前は確かだが、専用の戦闘服の珍妙さとその戦い方の奇抜さから、キタキタおやじと互角の不気味さを醸し出す。ニケの剣術を指南することになるが、レベルアップまでには至らなかった（クロコに攻撃を当てられる程度にはなった）。プラトー教の影の団員でもあり、ジュジュには頭が上がらないがジュジュからの信頼は厚い(はっきりと物事を言う面から)。3作目では彼が影の団員と明言されず、非常事態に落ち合った場所も山小屋ではなく第一の封印のほこらに変更されている。「2」でも登場し、ニケに無理やり告白させようとして暴走したジュジュを静寂のガラガラで止める等影でジュジュを見守っている。
道場の看板にはもちろんゴチンコの字が掲げられているのだが、「ゴ」の字がずれているため、周囲から失笑を買っている。ギザイアがシュギ村を襲った際、ジュジュと共に犬にされた。その際頭だけ人間という中途半端な姿にされたため、それ以降犬がトラウマになった。アニメ2作目ではセミレギュラーとなっている。また2作目ではバジャーニに同行するよう命じられたため、コパール王国に訪れてジュジュと再会しており、その後新ゴチンコ道場を立ち上げている。
2013年6月の人気キャラ投票の結果は15位。
ルンルン・フェルメール
声：松井菜桜子（1作目、2作目） / 大西沙織（3作目）
闇魔法結社で総裁の秘書（世話役）をしている闇魔法使いの女性。グルグル暦1293年12月25日生まれのAB型。冷静沈着で、頼れる姉御肌の性格。ヘビをモチーフにした闇魔法を使う。レベルは初登場時点で15。
コーダイ城で捕らわれたニケ達を助けた他、コパール王国での騒動を通じてスライに好意を抱き、彼の呪いを解く一助となる。その後はジュジュや総裁とコパール王国に滞在していたが、アラハビカにジュジュが移動した後は終盤まで出番が無かった(ギリ復活後にニケ達を助けに向かうがファンファイの作ったイベントに巻き込まれて合流が遅れた)。
可愛らしい自分の名前がコンプレックスであり、ニケ達には名前を隠し続けている。アニメ1作目では総裁とギップルに名前を知られており、最終回では自身の口からニケとククリに名を明かした。その際ニケに名前を聞かれる時に愛の告白と間違うような聞かれ方をされたためニケに対して頬を赤らめるなどまんざらでもない様子を見せていた。アニメ3作目では『ぷちあにめ劇場』第11話で総裁が名前を出したせいでジュジュに知られてしまった。終盤でニケ達の前で総裁が誤って名前で呼んだため、自分の恥ずかしい名前が周囲に露見する（7巻ですでにゴチンコにだけは知られていた）。
2013年6月の人気キャラ投票の結果は8位。
ジャルジャ・デ＝キルコ(2)
ココルデの弟子B。ビッカとは幼なじみのずぼらな性格の少女。天才魔法使いで多彩な魔法の使い手。トランクを常に持ち歩いている。闇魔法最高峰に位置するカヤですら「強烈な魔力」と評した程。サビーナ城下町では悪霊の不意討ちから師を守った他、サビーナ山のダンジョンから転落する勇者たちを救助した。閉所恐怖症で、ダンジョンに入れないことがコンプレックス。かわいい物が大好き。自分の為に服を買ってくれたレイドの事を「王子様」と呼び慕い、ニケ達と別れた後は彼と行動を共にするようになる。マキニカを巡る争いでは魔王を空間魔法で破り、マキニカを得て新魔王となるが、すぐに退屈な生活に飽きてしまい魔王の座をタテジワネズミ達に渡してしまった。逃亡後はニケ達に影ながら協力している。
ココルデに弟子入りする前はメルロフ国の魔法学校に通っていたが、人前で魔法を使う事に慣れておらずすぐに落ちこぼれ扱いされ、爆発事故を起こしたエモールの気体魔法の研究に出入りしていた事と邪悪な魔法を使った事で退学になっていた。ココルデに弟子入りするまでは「キルコ」で通していたが弟子入り後は「デキルコ」と名乗るようになる。

### その他の同行者
主要キャラクター以外で、一時的にパーティに加わったメンバー。
クラープ将軍(2)
マズロカの港町にいるカニの格好をした将軍。
エピラー将軍(2)
オデアマの港町にいるエビの格好をした将軍。
シュナーベル
声：千葉進歩（2作目） / 天﨑滉平（3作目）
光魔法を学ぶために各地を放浪するナルシストな吟遊詩人。奇妙なポエムを発する。アニメではオヤジと意気投合し共に場を冷やかす。
ポレポレ
声：小和田貢平（2作目）
シュナーベルのじーさん。人獣ドッテンの戦いでククリの魔法陣によって召喚され大活躍した。アニメ3作目では未登場。
リザーゴン(2)
道案内人。女神魔法という闇魔法を使う魔法使い。女神の名前は「ベロベロリーナ」で、女神魔法「お達者チャッキリホッコリ節」や「クソババンパ音頭」を使う。
ビッカ・カグレノ(2)
ココルデの弟子A。13歳の少女で、生真面目な性格。「魔法使い」として不出来で、おともだちのダンジョンではニケ達に魔法が使えない事を隠してパーティに入っていた。魔法が使えないことに劣等感を抱いているが、魔法に関する豊富な知識を持つことに加え、ダンジョンの伝説や種族の生息域、古代文字といった魔法以外の分野にも通じているなど、知識面では十分に優秀。ニケ達と別れる際、「魔法使い」ではなく「賢者」の道を歩む事を決意した。

### 爺ファンタジー
通称「爺ファンタジー」。あまりに強すぎて無敗のまま60年、運命に導かれすぎた世界最強の爺さん四人衆。
「ジタリの遺跡」の鍵を預かっていた。いかにも現代風のアニメソングといった感じの独自の主題歌「伝・説 SILVER LOVE」に乗せて、アニメのオープニング式に仕立てた「かっこいいポーズ」の応用合体光魔法「かっこいいやつら」が使える。最終決戦では「爺ファンタジーこいくち」として再登場。生涯無敗だったが、死神が唯一苦手。何だかんだ言って、4人ともずっと一緒にいる。
2013年6月の人気キャラ投票の結果は10位（爺ファンタジーとして）。
ヒガジ
声：子安武人（第3作。下記3名も同様）
パーティーのリーダー役。
ミナジ
声：三宅健太
熱血・純情タイプ。
キタジ
声：竹内良太
クールで荒っぽい。
ニシジ
声：江越彬紀
おだやかな知性派。

## 主要人物の関係者
バド
声：増岡弘 / 西松和彦 / 相馬康一
ニケの父親。40歳。村の人からは勇者マニアと呼ばれ、若い頃に勇者になるための修行をしたが、当時は肝心の魔王がいなかったため勇者になれなかったという。生まれたばかりのニケが「かいしんのいちげき」をしたことから、強引に勇者に仕立て上げ、活躍の場を待っていた。
魔王ギリに脅かされ混乱している今の世界を、「（魔王がいるおかげで勇者が活躍できるから）幸せだ」と語るなど、性格には難がある。
物語後半に設定を無視してニケにいきなりテレパシーを送ってきた。
「2」では王様に貰った賞金を一切使わずニケの次の冒険の為の資金として残していた。
レナ
声：井上喜久子 / 栗田ひづる / 恒松あゆみ
ニケの母親。35歳。夫同様にニケに勇者になって欲しいらしく、様々な手でニケをその気にさせようとする。夫バドと同様にレベルがとても高い。マップを模した料理勇者ランチ(毒まで再現している)をニケに食わせた。アニメ3作目では夫バドと共にテレパシーを送っている。
イザベル＝クリスチーナ
声：山本圭子（1作目、2作目） / 鈴木れい子（3作目）
通称・魔法オババ。ジミナ村のはずれに住む魔法研究家。ミグミグ族の生き残りを名乗る男から幼いククリを預かり、育て上げた。魔女にふさわしい容姿、住んでいる家の異様な外観、ナベで普通にモノを煮るときにいちいち黒魔術のような素振りと笑みを欠かさない等の不気味な面が先立って、村人達からは変わり者としか見られていないが、実際は家の中でククリとレベルの低い口喧嘩をしていたり、ククリを旅立たせてホッとしつつも何かと気にかけるなど、基本的には善良な性格である。「2」で国王から貰った賞金で家を更に不気味に改築していた。後に新魔王の呪いを受けたニケ達を治療する。アニメ3作目ではアラハビカでククリの夢の中に登場した時は何故かドット絵風だった。
「イ〜ッヒッヒ ィイ〜ッヒッヒ」と笑うのが口癖で、2回目の“イ”は2回言う。2013年6月の人気キャラ投票の結果は24位。
トマの祖父
声：峰恵研（1作目） / 武虎（3作目）
名前不明。家は武器屋。モンスターにさらわれたククリとミグを助けるためにノコギリ山に向かう勇者達に家宝「星屑の剣」をわたす。ノコギリ山制圧後、剣は返却された。
アダムスキー
声：橘健治（2作目） / 川津泰彦（3作目）
自称、天才芸術家を名乗る発明家（魔技師）の老人。その高度な技術による発明品は性能が高いため、すぐにトマに尊敬されるようになり、トマの師匠となる。女性の尻（アニメ2作目ではほっぺ）を触るだけでその女性が有望かどうかを見抜く。本人曰く、一口に尻といっても奥が深いらしい。
徐々に発明品の規模は大きくなり、最終的には空を飛ぶ船まで作れるようになる。美的センスは皆無（この辺りは本人も開き直っている）であり、発明品の大多数はデザインが気味悪がられている。最終回でジュジュ達を連れて帰還した。アニメ3作目ではコパールを後にするニケ達を見送った。
バジャーニ
声：田原アルノ（1作目、2作目） / 金光宣明（3作目）
プラトー教司祭。ジュジュの父親。旅に出たいジュジュの気持ちを理解出来ずにいる。アニメ2作目ではセミレギュラーとなっている。また2作目では、コパール王国が平和になった後ジュジュの元に駆けつけ、勝手に抜け出した事を諫めると共にジュジュの言い分を聞かなった事を謝罪するなど、多少理解を示しているかのような面を見せるが、直後にコパール王国にも神の助けが必要な者がいるとし、事前に国王の許可得ていたためコパール王国にもプラトー教の教会を立ち上げるためジュジュに駐在するよう命じ「これでいいだろ？」と高笑いしジュジュを呆れさせた。

## ザザとミグの家族
キタの町長
声：山下啓介（1作目） / 間宮康弘（3作目）
名前不明。ザザとミグの父。カセギに襲われているところをニケとククリに助けられる。ノコギリ山の洞窟に住み着いたカセギゴールドを退治したお礼として、ニケに「聖なるおナベ」を渡した（不服に感じたニケに捨てられるがしっかりジミナ村に持ち帰らせた）。
ザムディン・ドルドル
声：田原アルノ（1作目）
ザザとミグのお爺さん。82歳。神出鬼没で、闇魔法結社やシュギ村、妖精の村などモブキャラに紛れている。ザザがハッタリの魔法として、この名前を唱えた。2013年6月の人気キャラ投票の結果は6位。

## 妖精・精霊
- ギップルについては、#ギップルを参照。

さっぱり妖精
声：神代知衣・萩原果林・西村ちなみ・山本圭子・吉田古奈美（1作目） / 神代知衣（2作目） / 大地葉（3作目）
突然画面に現れる謎の妖精。「さっぱり」な場面に「はぁ〜、さっぱり、さっぱり」と両手に扇子を持ち現れる。出現人数は状況により1人から大勢とまちまち。誰にも見向きされない（何故かトマにだけは見えていた）。グルグル「さっぱり妖精召喚」では攻撃対象の頭上に現れ、その相手の行動をすべて「さっぱり」にする効果を持つ。滅多に見ることの出来ない親玉「さっぱり王子」が居る。王子は単なるさっぱり妖精とは違い、混迷した周囲の状況を全てさっぱりさせて帰っていくというありがたい存在で、最後の最後に登場、結果的に世界を救う大活躍をした。アニメ第1期では同族のはずのグリエル達に嫌われている。
原作とアニメで色は異なる。原作（3巻の表紙）では金髪にオレンジの帽子に黄色の服に対し、アニメでは水色の髪に紫の帽子に赤い服に青いズボンとなっている（原作・3巻ではズボンの色は確認できない）。
モゲル
声：ふじたれいこ（2作目） / 日岡なつみ（3作目）
きりなしの塔に住む草の精霊。冗談の通じない真面目な性格で、「ほっぺたが落ちる」などといった比喩表現も深刻に受け取り、何かと「大地の治療」を施そうとする。得意とする「大地の治療」は、患者を地面に埋め木の葉を山と被せ、呪術的な怪しい祭具で飾り立てる方法ではあるが、あらゆる病を治すことが可能。
かつてはガタリと共に塔を守っていたが、ミグミグ族が退去させられ、ガタリが出ていき、たった1人で塔に残る。塔を守っていたと自負するが、実際はギリ軍に入られ放題荒らされ放題である。
冒険中盤、花の国編で再登場（花の国が彼の生まれ故郷）。そのときシルエットだけ見るとカセギゴールドにしか見えない服装で登場し、初期からの読者にフェイントをかけた。なお、原作ではその服装に何の意味があるのか不明だったが、アニメ3作目ではその服装のおかげでモンスターが通してくれたことが明かされ、本人の意図ではないにしろ、その服装の利点が描かれた。ウニョラー化したククリを治療した。
サイコ妖精
声：大塚明夫（1作目） / 最上嗣生（3作目）
ゲルニ大陸へ渡ったニケ達を試すためにラジニが呼んだ魔物。なぞなぞを出し、答えないと邪魔をして道を通してくれない。間違った解答をすると、サイコ妖精に出会った前後の記憶を消された上、道の入り口まで押し戻される。
ドサクサ妖精
声：神代知衣・萩原果林・大谷育江（1作目） / 神代知衣（2作目） / 大地葉（3作目）
その場がパニックになったときに「だ〜いこんらん、だいこんらんですぞ〜」と言いながらどさくさに紛れて登場する、謎の妖精。両手に大根を持っている。作者曰く「いまいちマイナー」。アニメ3作目での初登場は原作で3回目に登場したネコジタ谷のガタリのほこらでのガタリの啓示の場面で登場している。アニメ1作目では出番は少なかったが3作目では出番が増えた。
剣の精霊
声：大谷育江（1作目）
星屑の剣の精霊。持ち主が危機に陥ったとき助けるのが仕事。ノコギリ山の戦いにおいてニケがカセギゴールドに追い詰められた際、時間を止め、キタキタおやじの踊りがレベルアップするという奇跡を起こす。アニメ3作目では未登場。
ハニワ具象気体
声：山崎たくみ（1作目） / 手塚ヒロミチ（3作目）
アッチ村の黒い絵本から飛び出した具象気体。ククリにワンチンが書き記したが三日で飽き、ワンチンがグルグルは教えてできるものではないと子供の言い訳のような理由からククリ自身が教典を作るようにとの伝言を伝えると共にグルグルの教典を渡した。消える際惜しまれる事なく存在を忘れ去られた（アニメ3作目では一応ニケが消えた後「アイツは？」と反応している）。
クルジェ
声：本多真梨子（3作目）
広大なエルエル砂漠でベルを売りながら放浪する少女。ボーイッシュなショートカットと猫のような目つきが特徴的。「エルエル砂漠のクルジェ」として有名らしい。神出鬼没でエルエル砂漠のどこにでも現れる。
その正体は地の王の娘。土を使って乗物を作れるが、その原動力（彼女自身の原動力）は「コインいっこいれる」こと。遊園地等の遊具のような仕組みで、地の王が自力で動かしていた。花の国や最終決戦にも登場する。
作中の吹き出しや乗物に「COOL J」と描かれたコマがある他、3度あった登場機会ごとに服装が変わっている。
2013年6月の人気キャラ投票の結果は12位。
プラナノ
声：浅野真澄（3作目）
世界中の植物を司る「花の国」の王女。植物なら魔物でも自在に操ることができる。花の妖精2人（声：阿澄佳奈・中原麻衣（3作目））が仕えている。
変態揃いの他の自然界の支配者と違い、一見容姿端麗で礼儀正しい完全無欠な人に見えるが些細な事ですぐ驚き、反射的に相手をバッタに変える魔法を使う。また、ある事情によりふんどしがトラウマになっている。
バッタ化の魔法は自然界の法則に反する上にほとんどの力を使い果たす為、一度使うと赤子に戻ってしまう。王女の御前でいきなり踊り出したキタキタおやじがその犠牲者となり、王女が成長するまでの間花の国が無防備になる為、ニケとククリが彼女を育てることになった。
退化した王女が完全な姿を取り戻す前段階の「つぼみ」になるには一定の刺激が必要だが、ギップルのふんどしがそのきっかけとなった。
「つぼみ」となった王女はニケの光魔法「かっこいいポーズ」で光の刺激を受け咲きかかったが、少々の手違いで本作品史上最悪の光景とされる「踊る3人の変態」が出現し、咲くのに時間がかかった（この時、光魔法の副次効果によりバッタにされたオヤジと旅人は元に戻ることができた）。
再び力を取り戻したプラナノはニケの教育方針三ヵ条により以前に比べ過激な性格と容姿に生まれ変わり、最終決戦まで各地でニケ達を助けた（しかし育ての親であるニケ（とククリ）には逆らえず、花の国と植物界全体は事実上ニケに支配された）。
2013年6月の人気キャラ投票の結果は14位。

## 妖精の村の妖精
グリエル
声：氷上恭子、第30話のみ増田ゆき（1作目） / 久保ユリカ（3作目）
妖精の村出身の妖精。非常に口が軽い。カセギゴールドの弱点を友達100人に言いふらしたため捕まる。その後ニケがカセギゴールドを倒したため、脱出することに成功。お礼として「銘菓 妖精メモリーキャベツ味」を残していった。ニケ達とはその後妖精の村で再会を果たし、ネコジタ谷までの道案内をしてくれた。ガタリの啓示を盗み聞きしており、ニケ達の啓示を聞いた後は言いふらす為にその場を去っていった。アニメ第1期ではさっぱり妖精とは仲が悪い。アニメ2作目では本編に登場せずOPに登場するのみ。
チュリカ
声：岡村明美（1作目） / 金元寿子（3作目）
妖精の村に住む妖精。他の妖精のまとめ役のような存在で、暇潰しに「ククリちゃんラブラブ応援団」を結成、ニケとククリを恋愛関係にしようとするも、おやじによって妖精村殺人事件を作った。
フェイフェイ
声：北村弘一（1作目） / 田中完（3作目）
妖精の村の長老。500歳。古い伝承などに詳しいらしく「何でも知っている」と言う一方で、ノコギリ山がニケ達によって救われたことを知らないなど、時事的な情勢には少し疎い。そのためキタキタおやじのでたらめな話により、ノコギリ山はキタキタおやじによって救われたと知らされていた。「恩には恩を」をモットーとし、ニケ達の質問に何でも答える引き換えに、モンスター退治を要求する。

## ククリちゃんのお出かけ修行ハウス
くま門
声：増岡弘（1作目） / 竹本英史（3作目）
ククリちゃんのお出かけ修行ハウスの1階を担当していた具象気体（魔法をかけると触れる幻として特定の形となる気体）。壁に張り付いている顔と手だけのくま。怒ると虎のような顔になり殴りつけてくる。
ラギラ
声：小形満（1作目）
ククリちゃんのお出かけ修行ハウスの2階を担当していた具象気体。ククリに感情をコントロールする術を学ばせる（ククリいわく「役者の修行みたい」）。アニメ3作目でも登場するが該当場面がダイジェスト形式で制作されており台詞はない。
鉄仮面
声：辻親八（1作目） / 福島潤（3作目）
ククリちゃんのおでかけ修行ハウスの3階を担当していた具象気体。アニメ1作目では、クリア後イメージのニケを連れて行こうとするククリにこの空間でしか存在できないという現実を告げるが、それでも中々離れようとしないククリにキレていた。アニメ3作目ではクリア後力の秘密を打ち明けるも、際中にいなくなられていた。なお3作目での名称は単に「門番」。
チュール
声：伊藤美紀（1作目） / 洲崎綾（3作目）
ククリちゃんのお出かけ修行ハウスの4階を担当していた魔界の住人。本人いわく「具象気体ではなくアルバイト」とのこと。気楽な踊りを踊る。4階をクリアしたククリに魔界の首飾りを渡す。アニメ3作目ではこれらの描写がカットされ、首に付けている物はチョーカーに変更されている。3作目では空中を浮遊するようになった。
トラトラ
声：小野英昭（1作目） / 益山武明（3作目）
チュールのお供。凶暴な幻獣。彼と仲よくなることが4階クリアの条件で、ククリはやすやすと仲よくなった。
ギザ
声：小形満（1作目） / 杉崎亮（3作目）
ククリちゃんのお出かけ修行ハウスの最上階を担当していたグルグルの精霊。ククリにグルグルのキノコを渡し最後の試練を与えた。

## 自然界の四人の王
火の王（通称：料理大臣）
声：上別府仁資（2作目） / 斉藤次郎（3作目）
コパール城で料理を作っている「火の王」。オヤジギャグをかます。ニケに「火を恐れるな、火を支配するのだ」と料理修行を通して火の剣を習得するヒントを教えた。
地の王（通称：グランドマスター・オッポレ）
声：土師孝也（3作目）
「地の王」。クルジェの父。みのを身に着けており、ニケに「ミノムシ王」「変態」などと言われている。
魔王ギリのせいで魔物が増え、大地に感謝する人々の心の余裕が失われたため、彼の支配下であるエルエル砂漠は荒廃の一途を辿っていた。そんな中で「自分の足下にこそ地はある」ということを分かってもらい、地の王の存在とかつての感謝の気持ちを思い出してほしかったらしく、娘曰く暇つぶしだそうだが、「ゲソックの森」なるゲームを作る。
一軒家に置かれた骸骨を魔力で操り、道行く旅人にその手がかりの「箱」を与え誰彼かまわず「ゲソックの森」へと誘っていたが、地の王の真意が分からなかった者はゲームの登場キャラクターに変えられ、クリア者が出るまでゲームの世界に永遠に拘束されてしまう。勇者達がやや強引にゲームをクリアし、事情を聞かされた村人らに感謝の気持ちが蘇ったため、その「感謝のエネルギー」を原動力としていた地の剣が復活し、ニケに地の剣を託した。
テレビアニメ版では「ゲソックの森」の部分が丸々カットされて、次回予告のネタに使われている程度に留まっている
水の王
声：佐々木義人（3作目）
オズミの泉にいる「水の王」。アフロヘアーに濃い髭という顔立ちでくどい。ニケに水の剣を与えるが、彼に認められるには単に素質だけでなく、その証として「勇者の拳」による的確なツッコミを入れることも必要とされる。
風の王
声：前田弘喜（3作目）
風の山に住む「風の王」。風の精霊であるギップルの王（ニケ曰く「親玉」）である。先に紹介した火、地、水の王とは違いかなりクールで美形。一見真面目そうだが、マントとふんどしを愛用。風だけに「常に変化」を要求し、同じものにすぐに飽きやすい性格。「クサい台詞」を激しく嫌う。ニケに風の剣を与える。
テレビアニメ版では話数の都合で試練の件等がすべてカットされており、出会ってすぐめんどくさそうにニケに風の剣を与えている（その際ジュジュが「打ち切り展開ね」とメタ発言でツッコミを入れている）。

## ドラマCDオリジナルの妖精
熱血妖精
声：菊池正美
ドラマCD1に登場。語尾に「だゼィ!!」と付け、何かと大声で叫ぶ妖精。
住んでいた村がギリのモンスターに占領されてしまったため、キタキタおやじの宿屋に住み、宿泊客が寝静まったころに大声を出して驚かせながら暮らしていた。
キタキタおやじが連れてきたニケたちに見つけられ、ともに村を取り戻す旅に出ることになる。
アモン
声：堀内賢雄
ドラマCD2に登場。効果音の違いが分かる演出家と自称する演出妖精。その場の状況に応じた音楽や効果音を鳴らす。
本来魔法アイテムの中に住んでいる妖精で、ホメットの水晶の中に住み水晶に映し出される未来の映像に音楽や効果音を付ける役割を担っていた。
自分に演出できないシチュエーションはないと言い張るほどの自信家だが、水晶を取り戻す旅の途中、暗闇の中でニケたちが作る言葉だけのでたらめシチュエーションを演出しようとして屈する。
カモン
声：草地章江
ドラマCD2に登場。演出助手。アモンを先生と慕う演出妖精。アモンのように自信たっぷりで演出ができることに憧れを抱いている。

## 神・天使
ピピック&ペペック
声：西村ちなみ・荒木香恵（2作目）/ 久保田梨沙・小澤亜李（3作目）
双子の守護天使。「ハートのあつ〜い人（ククリ）」を守るのが仕事らしいが、存在に気づかれなかった頃はよく吹き飛ばされていたので、「ぶっとび天使」という異名をつけられた。ペペックの方は見かけによらず非常に口が悪い。
リリック
声：中川翔子（3作目）
勇者担当の天使。勇者（ニケ）の活躍を全て記録するのが仕事。彼女が書き残した記録は伝説となり、後の世に語り継がれる予定らしい。少々慌て者で、「絶対に消せない」はずの記録をかなり適当に書く癖がある。
ジュジュの不注意とキタキタおやじの便乗により、その伝説は「魔王ギリがキタキタ踊りで封印された」という結末となった。
プカプカドラゴン
イエタ村の守り神。昼間、大人達が山に出かけ、誰も子供達に目を配ることが出来ないとき、このプカプカドラゴンが子供達を見守り、崖から落ちそうになればすくい上げてくれる、と古くからの昔話に言い伝えられている。イエタ村にあるスペシャルハワイ食堂のばあさんと、ククリにしか見えない。
アニメ3期ではニケやギップルにも見えている。
運命の女神
声：木内レイコ（2作目） / 佐藤聡美（3作目）
アラハビカを含むコパ大陸南部、通称「魔境」に生きる者達全てに対して、運命を司る女神。
ニケに積極的に色仕掛けをしてククリを嫉妬から悪魔化させた。
ニケが勝手に魔境で一番の美人と聞いていたスエラと勘違いしていた。
時の女神
声：松田利冴・松田颯水（3作目）
時を司る、双子の女神。ククリが無意識下とはいえ時間を不正に止めたことに対してニケ達に50年分老化という罰則を与えようとしたが、失敗をリセットするアイテム「星のかざり」を使うことで容認した。
アニメ3作目で、声をあてた松田利冴と松田颯水も、実際の双子の姉妹である。

## 闇魔法結社の関係者
- ルンルン・フェルメールについては、#ルンルンを参照。

闇の総裁
声：西川幾雄（1作目、2作目）、小野英昭（昔の総裁（1作目）） / 石田彰（3作目）
闇魔法結社の総裁。初登場時には犬の姿を見られるのが嫌で、影絵の人形を動かして姿をごまかしていた。姿だけではなく言動までも犬化している。光の総裁とは犬猿の仲。
どんな状況で現れても「ただ犬がそこにいた」レベルの活躍しかできず、やる気らしきものは見えるがいまひとつ結果に結びつかない。技術開発には熱意を持っており、実際にドキドと共に転送魔術の新技術開発には大きな成果をあげた。
犬になる前は、2大魔法勢力のなかでも最高の魔法の使い手だったが、ギリの世界征服にとって障壁となったため、魔法を封じるためにギリの呪いで犬の姿に変えられていたという。物語の最後では、この呪いはギリから狙われないように自分でかけたものだと告白して元の姿に戻った。その姿は至って平凡な老人であった。2013年6月の人気キャラ投票の結果は18位。
アニメ1作目では若い頃の総裁と現在の総裁の声優は異なっていたが、アニメ3作目では石田が一貫して声を担当しており、他にも場面や状況に合わせて声質が変わるシーンが顕著にある。また、降神祭での総裁の「おならぷう」の下りはカットされ、代わりに原作・アニメ1作目でくしゃみをして追い出されたモブの客が、くしゃみではなくおならをこくという展開に変更された。2でも登場したがなぜかまた犬の姿に戻っている。
ラジニ
声：千葉耕市（1作目） / 麻生智久（3作目）
シュギ村に住む、禿頭の闇魔法使い。隠れた闇魔法結社の団員でありながら、室内の装飾には隠す気が見られない。ククリにグルグルの修行を施すための「ククリちゃんのおでかけ修行ハウス」を、彼女の父より預かっていた。修行は修了に半年もかかる大掛かりなもので、修行期間が短い1か月コースもあるが、その場合には魔法は尻から出るという。
闇魔法で妖精を召喚し、なぞかけで人を惑わす「サイコ妖精」、突風で敵を吹き飛ばす「さよなら三角またきて四角」などを使う。クロコの不意打ちに倒れた。

## 光魔法結社の関係者
- シュナーベルについては、#その他の同行者を参照。

クレメンテ
声：小山剛志（2作目） / 津田健次郎（3作目）
光魔法結社で師範を務める光魔法使い。代表的光魔法「かっこいいポーズ」が得意。これにより相手の動きを止めたり、光のかなたに消すことも可能。
ジョセフィーヌ
声：木村亜希子（2作目）
光魔法結社で女勇者育成の女性教師を務める光魔法使い。慈愛に満ちた性格で、ククリに「ママみたい」と評された。
アニメ2作目では、ニケに「（総統は）一見も何もサルそのものだよ…」と言われ困惑していた。アニメ3作目では未登場。
光の総裁
声：杉野博臣
光魔法結社総裁。元は人間だったが、魔王ギリに呪われたらしく、猿の姿をしている。闇の総裁とは仲が悪い。

## ミグミグ族
- ククリについては、#ククリを参照。
- ココルデについては、#ココルデを参照。

ワンチン
声：長島雄一（1作目、2作目） / 堀内賢雄（3作目）
ミグミグ族の長。作品中には具象気体として登場するが、「時間がなかった」や「絵が苦手」などの理由で顔が非常に適当である。後世にグルグルの教典を書き残そうとするも3日で飽き、絵も下手で性格もいい加減。飽きっぽい性格はミグミグ族共通の特徴。最後の最後で本人が登場し、ある真実が明らかとなる。ジュジュとトマをミグミグ族の一員として認めた。2013年6月の人気キャラ投票の結果は23位。
ソルガノ（2）
オーガスの町に住む高齢の男性。ミグミグ族の魔法顧問だったが、5年前にオーガスに移り住んだ。ニケ達に「かみさまのもよう」についての手がかりを教えた。
チカチカ（2）
女性のグルグル使い。ミグミグ族で天才と呼ばれる二人のうちの一人。幾つもの強力なグルグルを作ったが、35歳という若さで亡くなった。ノーベン山の祠に残った具象気体として登場した際に、ククリに助言を与えた。

## ククリの魔法陣から生まれた人物
イルク
声：山田妙子（1作目） / 加隈亜衣（3作目）
外伝『ククリルク』に登場。ククリが修行時代に出会った踊りが得意なお友だち。まだ8歳のククリは魔法を、イルクは踊りを一緒に練習していた。その正体はククリの落書きによって召喚された存在で、ある意味「踊り」をベースとしたグルグルの真理に近い存在（「KUKURI」を反対にすると「IRUKU (K)」になる）。2013年6月の人気キャラ投票の結果は17位。
トリコ
声：大原さやか（3作目）
レフ島に住む、若い美人の女性。図書館で「再会した双子」の物語を読んでいる。その正体はククリ自身が作り上げた「時間を止めるグルグルの象徴」。

## 別パーティ・別の冒険者
- 爺ファンタジーについては、#爺ファンタジーを参照。

ゲイル
声：高木渉（1作目） / 野上翔（3作目）
魔王ギリ退治のためにコーダイ城へ集まった戦士の一人。傲慢なナルシストで自分こそが勇者だと信じているが、ランヤランカの試練（勇者であれば箱の中から剣を引き出すことができる）で引いたのは、ジャンケンだった。
原作ではゲストキャラだったが、アニメ1作目ではレギュラーに昇進。登場しては、悲惨な目に遭うギャグキャラとして描かれる一方、第41話では、ゲルニ大陸にある「フルサ国」の貴族の家出身であり、運だけでなく、所持金を装備に回しすぎて常に餓えているため、肝心の戦いのときに力が出ないらしいことも描かれた。ニケとは気が合う部分もある。終盤では「光の者」である事が判明している。口癖は「ちょっと待った!!」。
エナ
声：萩原果林（1作目） / 長久友紀（3作目）
ゲイルのパートナーの魔法使い。大人の女性でゲイルをたしなめることが多い。
ゲイル同様原作ではゲストキャラだったが、アニメ1作目ではレギュラーに昇進。やられたゲイルを引っ張って退場するのが主な役目で、魔法はあまり使わない（アニメ1作目・第29・36・38・41・43 - 45話以外）。ゲイルのことを本当に勇者だと信じているかは不明な点もあるが、結局は彼を見捨てない。終盤では「光の者」である事が判明している。劇場版のOPではLv,HPなど基本能力値が表記された立て札を出そうとしたが、誤ってスリーサイズの書いてある立て札を出した（B/W/H:90/60/92）。
アニメ1作目と3作目ではゲイルが落ち込むと「アナタは私の勇者」と励ましている。
ガンダ
声：北澤力（2作目）
トマが修行で加わっていたパーティーの一人。「きりなしの塔を守らねば、ギリの世界征服は現実となる」という神のお告げをコーダイ国中の神官達が聞き、コーダイ王がきりなしの塔発見に報奨金をかけて捜索を命じたのがきっかけで、塔を探しゲルニ大陸を旅していたところをニケのパーティーと遭遇する。
ファンタジー北島
通称「経験値のファンちゃん」。小さい頃、家が貧しくて武器が買えず、城の周りでザコ敵だけを倒し続けて15年。ついにレベル99になったという伝説のおやじ。その名声は魔境にも伝わる。現在生き別れの兄弟を捜している。アニメ第2作で登場時の名前は「ファンタジーためぞう」。アニメ3作目では第15話の次回予告で登場した。

### ジェムジャム大陸
- ジミナ村の関係者については、#ニケと#ククリと#主要人物の関係者を参照。
- キタの町の関係者については、#キタキタおやじと#トマと#ザザと#ミグと#主要人物の関係者を参照。
- クラープ将軍については、#その他の同行者を参照。
- リザーゴンについては、#その他の同行者を参照。

#### コーダイ城
- ガタリについては、#ネコジタ谷を参照。

ウルガ13世
声：池田勝（1作目、2作目） / 斧アツシ（3作目）
コーダイ国の王様。ニケを「一応」勇者だと認めた最初の人物。きりなしの塔の予言を受けてからは国中の冒険者を防衛に派遣している。一方で闇魔法禁止を打ち出しており、かつて国を救ったミグミグ族の追放を強行した過去を持つ。グルグルをこっそり痔の治療に使っていた。きりなしの塔防衛成功を告げにきたキタキタおやじに賞金を与えるが実際はニケ達が守った事を悟っていた。「2」でも再びニケ達に魔王討伐を依頼する。魔王討伐の報酬としてニケの両親と魔法オババに賞金を与え、ニケとククリを学校に通わせた。一度ザザの不安定な魔法の餌食となった。
ルピッカ(2)
勇者に憧れて旅に出ようとする。親衛隊を連れている。パンチラドラゴンにさらわれた。
ガモン(2)
ルピッカの父。コーダイ国の将軍。親バカ。

### ゲルニ大陸

#### シュギの村
- ジュジュについては、#ジュジュを参照。
- ラジニについては、#闇魔法結社を参照。
- バジャーニについては、#主要人物の関係者を参照。
- ゴチンコについては、#ゴチンコを参照。

ゴージャ
声：石塚運昇（1作目） / 林大地（3作目）
シュギ村で修行場を営む中年男性。顔がくどい。ゴージャの修行場はぼったくりで、少女のストリップを見せる「プチプチショー」を開いている（「修行場」の看板は、あくまでカモフラージュ）。店の外装の差とストリップショー目的という内容の差で、ゴチンコの修行場の経営に打撃を与えている。一応修行らしきことはしている模様。
アニメ1作目ではギザイアにエクール共々犬にされた。
エクール
声：遠藤勝代（1作目） / 高橋未奈美（3作目）
18歳の美女。ゴージャの修行場でストリッパーをしていた。観客にはブラジャーも外しバストトップも披露してくれるが読者視点では見ることができない。
アニメ1作目ではゴージャ共々犬にされた。
アニメ3作目では顔つきはそのまま、原作やアニメ1作目を上回る抜群のスタイルを誇る美女として登場（胸の大きさの違いが顕著）。ブラジャーを外そうとする場面ではキタキタおやじが大写しになるイメージ映像に切り替わる。

#### アッチ村
ドキド
声：塚田正昭（1作目、2作目） / 津田英三（3作目）
アッチ村の村長。ニケ達が来るまで「体を動かし続けなければならない呪い」を村ごとかけられていた。ニケ達にダンス大会の賞品である「呪われた村長のブロンズ像」を届けることを使命としており、全世界を回り「転送」の術を探していた。最終的には闇魔法結社に落ち着き、闇の総裁と共同で、物体を転送する装置「プードル1号」まで開発した（番外編ではニケが実験台）。そのためニケに疎まれていたが、その執念が結果的にきりなしの塔でのニケ達を救うことになった。
アニメ1期ではキタキタおやじと踊りによる死闘を演じた。HPは150。アニメ2作目ではセミレギュラーとなっている。また2作目ではプラトー教に入団させられたため、バジャーニに同行させられコパール王国に訪れニケ達と再会している。アニメ3作目ではニケ達は妖精村の誤解を解くため、アッチ村を再度訪れておらず（『グルグル ぷちあにめ劇場』では一応行こうとするもブロンズ像を見たニケが嫌がって像を捨てて終わるというその後行ったかどうか曖昧になっている）、代わりにまた会いたいと思っていた矢先ブロンズ像が飛んでくるという、届けに行くきっかけになる描写がされている。

#### ネコジタ谷
ガタリ
声：出光元（2作目） / 中村大樹（3作目）
ネコジタ谷にすむ高僧。個人の秘められた能力を引き出す「啓示」を行うことができる。その代金は非常に高額。啓示方法はまず当人の格好をし、その人物の魂をガタリの身体に憑依させることで能力を引き出す過程を踏む。ニケに職業が「盗賊」であることと光魔法キラキラの存在を教えた人物。
着せ替え好きの動物ケムケムと共同生活を送っている、気難しい性格。自分の尻の穴が非常に緩く、真面目な場面ではすぐに放屁する。
かつてはコーダイ城に仕えていた高名な神官で、きりなしの塔でミグミグ族と一緒に生活していた。やがて城の命令でミグミグ族が退去させられてからは人間嫌いになるが、月日が流れ、現れた勇者達に啓示ができたことに運命的なものを感じた。

#### ジャバ王国
ジャバ国王
声：中博史（1作目）
ジャバ王国の国王。アニメ1作目では怒りっぽい性格になっており、ロンロンが「ブタ」と言われる事を激しく嫌っている。また疑い深い。
ロンロン王子
声：三木眞一郎（1作目）
国王の息子。プラプラ様の言い伝えを実行する誘惑にかられ掟を破り呪いでブタにされた。元に戻った後はお礼をすると共にもう出番がない事を気にしていた。アニメ1作目ではククリに惚れており、そのため呪いを解く方法が好きになった人に1年間にキスを1日に3回される事と知った後はククリを指名し国王の命令もあって半ば強制的にその状況になりそうになるが、その後に呪いが解けた事でククリにキスされない事になり、その事を悔やみもう一度ブタになろうとしていた。
プラプラ様
声：小形満（1作目）
国のはずれにある古い石像で、国を守る守り神と言われている。祭りが好きでこっそり人間に化けては見物に現れている。祭りにモンスターが現れるが、ククリの活躍のおかげで中止にならずに済み、そのお礼として王子の呪いを解いた。
管理人
声：小形満（1作目）
代々プラプラ様の管理をしてきた家系の老人。

##### ジャバ王国（アニメ1作目オリジナル）
フェイ、ルシム、チュリー
声：喜田あゆみ、南央美、かないみか
ジャバ王国に住む少年（フェイ、ルシム）・少女（チュリー）。ゲジゲズムリに襲われていたところククリとニケに助けられる。

#### その他
おばあさん
声：磯部万沙子（1作目）
人里離れた山に住む老婆。いじわるな性格で、ククリの夢の回転木馬で過去を思い出して改心するが三日で元に戻った。アニメ1作目では立ち回りはほぼ原作と同じだがジャバ王国のプラプラ様の巫女という設定で呪いを解く方法を知っており、ロンロンがプラプラ様の掟を破った事に腹を立てて町から姿を消し、町はずれの森の純粋な子供にしか見えない家に住んでいる。二人が呪いを解く方法を聞くために訪れた際、方法を教える条件として原作同様自身の手伝いをさせる。

### コパ大陸

#### コパール王国
- アダムスキーについては、#主要人物の関係者を参照。

レピア
声：並木のり子（2作目） / 春野杏（3作目）
コパール王国の武器屋の娘。父が買出しで出かけている間、店を任されている。ニケやスライ、ルンルン達にバナナムーンを取り返すための作戦会議のために店を明け渡し協力している。アダムスキーに店を乗っ取られ、お化け屋敷同然に（アニメでは店そのものを破壊）されている。アニメ2作目ではセミレギュラーとなっており、「やっぱり私って不幸」が決め台詞となっている。また2作目では、破壊された後新しい店を立ち上げるも、ゴチンコやキタキタおやじ、ドキド、アダムスキー、闇の総裁達の不気味な親父に店の周囲を囲まれ誰にも店に近づかれなかった。その後久々に出てきた32話で店は再びジュジュの十字架によって破壊され、36話で復活するも総裁の転送マシーンの実験の失敗のせいで破壊され、最終回でも復活した店がルンルンと総裁の使った転送マシーンが原因で破壊され、二人が戻った後は怒って総裁を追い回していた。3作目ではコパールを後にするニケ達を見送った。
ミルカ姫
声：永田亮子（2作目） / 田村ゆかり（3作目）
コパール王国の王女。魔物の大臣に支配された城を抜け出し盗賊団ガバに助けを求める。その際なべで武装して現れたため、スライに「なべやき姫」のあだ名を付けられるが、本人はこのあだ名を気に入る。スライに好意を抱きバナナムーン探索にも協力を買ってでる。容姿端麗だが、ニケやククリに勝るとも劣らず抜けたところがある。2013年6月の人気キャラ投票の結果は21位。アニメ2作目では、最終回でスライの元に行き、スライやスライの手下に料理を振る舞うも、スライ以上に料理が下手なようで、スライは不味そうな表情をしており手下達は火を吹いていた。
コパール王国の国王
声：西原K太（2作目）
ミルカ姫の父親。原作では存在のみ語られたが登場はしなかった。アニメ2作目ではアヒルにされていたが戻っても大差無かった。助けられた礼として皆の願いを聞き入れた。何故か一々ポーズを付けたがる。髪の毛質は娘のミルカ姫にやや似。3作目では王国が平和になった後登場したが、2作目とは容姿が異なり黒髪に髭もじゃの王様であった。

#### 盗賊団「ガバ」
- カマドウマことニケについては、#ニケを参照。
- くりまんじゅうことククリについては、#ククリを参照。
- なべやき姫ことミルカ姫については、#コパール王国を参照。

スライ
声：楠大典（2作目） / 浜田賢二（3作目）
コパ大陸を騒がせる悪名高き盗賊団「ガバ」の頭領。本名不明。通称・おかしら。ニケに「盗賊」としての修行を施す。盗賊としての能力は非常に高く戦闘力も申し分ないが、やや詰めが甘い。喫煙者。魔法や妖精などを何故か極度に嫌がる。部下（声：2作目：北澤力・原田正夫・川北良介〈ガラクタ屋〉→木内秀信・金子幸伸、3作目：村上裕哉・佐原誠・徳本英一郎）にもあまり恵まれていない。部下の一人の髭もじゃの盗賊はアニメ2作目では、アニメオリジナルの回の1話からガラクタ屋として登場しており、ククリに品を高値で売りつけようとした。その後再会時は直接見てない筈のニケが反応するという矛盾した展開があった。また3作目では部下の一人が仲間になるのを反対する描写は無かった。
ニケ達と共にコパール城のバナナムーンを奪取する際、ミルカ姫が食べるはずの食事を食べアヒルになる。バナナムーン奪取成功後、アヒルから元に戻ろうとするが多少の手違いで頭だけアヒルの「アヒルマン」になる。その際なぜかニケを追い回し、付近の住民を怖がらせた。最終的には無事に元の人間の姿に戻る。
長髪や鋭い眼光から非常に怖いイメージを持たれがちだが、面倒見がよい。ミルカ姫とルンルンから好意を寄せられている。名付けセンスはない。料理好きでもあるが、肝心の仕込みなどは非常に下手で、ククリから料理を教わる。2013年6月の人気キャラ投票の結果は13位。アニメ2作目では最終回で部下達に料理を食わせているが不味そうにしており、上達はしてない模様。3作目ではタバコを吸う描写がニケとククリを襲ったモンスターを倒す場面や食事の場面程度であまり描写されていない。
当初は髭を生やしていたが、コパール城潜入のために、旅の僧侶一家（ルンルンは妻役、ククリとジュジュは娘役）に扮した際には、ルンルンの案でヒゲを剃った。
ちなみに彼が「おかしら」ではなく「スライ」と呼ばれるシーンはアニメ3作目の終盤でルンルンが呼びかける場面のみで原作には無い。

#### アラハビカ
デリダ
声：長島雄一（2作目） / 川田紳司（3作目）
アラハビカ郊外に住む、エキセントリックな言動と挙動を見せる闇魔法使い。52歳。攻撃系の魔法は使えないが、石化や変身を治す治癒系の魔法を使う。その奇妙な言動も案外計算高いと見られる一面もあり、「恋するハート」と口にしたときは、年甲斐もなくこうした台詞を口にしたことに頬を赤らめた。
20年前魔境でミグミグ族と知り合い、アラハビカの秘密と3つのネジを勇者達に託す。またククリが悪魔化したことで途方に暮れたニケに、ミグミグ族の秘密と最強のグルグル「恋するハート」の詳細を教え、再度2人の仲が戻るよう取り持つ。
「2」でも登場。「2」では、師匠にあたる人物も登場している。

#### イエタ村
ワン
声：松山鷹志（2作目） / 西谷修一（3作目）
イエタ村の長老。勇者の威光を借りることで、何としてもイエタ村を伝説の一部に残してもらおうと、村人達と中国雑技団のような危険な芸をニケ達に見せつけ、止められる。
おばあ
声：赤土真弓（2作目） / 八百屋杏（3作目）
イエタ村の高級レストラン兼宿屋「スペシャルハワイ食堂」の店主。村の皆には見えないプカプカドラゴンが見える。アニメ3作目ではニケの盗賊癖の被害にあうなど、外伝で登場したおばあさんの役割も担っていた。

#### エルエル村
ラカン
声：上別府仁資（2作目） / 島田敏（3作目）
エルエル村に住む老人。ククリに古いタイコのおもちゃを見せるが、このおもちゃがククリのハートを刺激し、ブレイクビー誕生のきっかけとなる。かつては有名な冒険家で、「きりなしの塔」の攻略を綴った「ラカンの日記」の著者。きりなしの塔攻略に失敗し冒険を止め、以後村で失意の生活を送ることになる。村に訪れた勇者とグルグル使いが彼の日記を読みつつきりなしの塔を攻略したことを知り、自分の冒険が無駄ではなかったと悟り涙を流す。

#### エットル村
村の名前はロッテのアナグラム（「LOTTE」を反対にすると「ETTOL」になる）。
タルトン
声：拝真之介（3作目）
チョコレートを販売している「コメット屋」の店主。元石切職人で血の気が多く、口が悪い。得意料理は焼きスルメ。
メルシィ
声：津田美波（3作目）
タルトンの娘。普段はおとなしいが、興奮すると父同様に口が悪くなる。

#### レフ島とライ島
島の名前はレフトとライトから。
- トリコについては、こちらを参照。

ミウチャ
声：小原好美（3作目）
メガネを外すとククリにそっくりな予言者ガルニエの弟子。占いもできるが、その解釈は相当難解。将来の仕事を何にするか迷っていたが（勇者による俗称は「わからん戦士ナゾ職業ラー」）、ククリとの出会いをきっかけに服職人になることを決意する。ガルニエ直伝の「ダジャレ魔法」が使えるが、非常に恥ずかしく他人に見せたがらない。本人の意思とは関係なく自動的に発動する。
「星のかざり」による時間のやり直しでククリとの出会いはなかったことになるが、実際にはククリに出会わずとも彼女は服職人となっていた。なお、彼女が最初に作った服はククリの一番のお気に入りの服となり、物語の最後まで着ていた。
2013年6月の人気キャラ投票の結果は22位。
ガルニエ
予言者でありミウチャの師。勇者達に予言板（声：中田和宏 / 金子幸伸 / 梅津秀行）を送りつけていた張本人。
ダジャレを好むが、非常に寒い。「ダジャレ魔法」なるものまで開発し、ミウチャにそれを習得させた。アニメ3作目では未登場。

### ピグナピナ大陸
サーレ
ピグナピナ大陸にて、文明の滅びたこの大陸に生き残った現地民「スビナ族」と共に暮らし、滅びてしまった現地文明の遺跡を研究している学者。アニメ3作目では未登場。
なお、ゲルニ大陸には「サーレの森」という地名が存在するが両者に特に関連は無い。

### ザン大陸
ファンザナ・ファイナム
声：佐々木義人（3作目）
勇者達にミグミグ族とギリの秘密を教える使命を持つ、大僧正。通称ファンファイ。勿体をつけて登場したが、彼が20年かけて用意したイベントを勇者達がこなしていなかったため、空回りしていた。勇者達に協力しようと旅立ったルンルン達がこのイベントに引っかかり、死にそうな目に遭う（ルンルンは彼に会ったら「一発ブン殴る」とまで決心したほど辛かったらしい。その後ニケ達と合流したときに、ファンファイは蛇で責められることになる）。使命を果たした後、言づて役だけでは満足できず、伝説の聖地「アナスタシア」見たさから自らもニケ達パーティーに一時加入。共にアナスタシアを目指すも途中で力尽き、パーティーから離脱した。
アニメ3作目では『ぷちあにめ劇場』第23話で登場した。

### ジラン大陸
- エピラー将軍については、#その他の同行者を参照。

#### ピリカラ村
- ビッカ・カグレノとジャルジャ・デ＝キルコについては、#その他の同行者を参照。

ココルデ(2)
ピリカラ村の魔法使い。アナスタシアには行かずに地上に残ったミグミグ族で、昔はグルグル使いだった。現在は魔法の研究者。

### アニメオリジナルの人物

#### アニメ1作目オリジナル
ビケイン
声：田中敦子
コッチ村の近くにある谷に住む仙人。マンドラゴラに苦戦するニケとククリを助け、ニケに光の者なら誰でも出来る初歩的な空中浮遊の魔法と、勇者にしか出来ない伝説の剣「魔法剣」の修行を手伝う。
リープリッヒ＝ブーゲンビリア
声：小宮和枝
ポトマ国の全寮制学校「ポトマ学園」の園長を務める女性。しかし魔王ギリの手下悪魔「ラブラブラ」に監禁され、悪魔の方が変身して本人に成りすましていた。魔物が化けた姿の方は「ザマス」が口癖だが、本物にはそのような口癖はない。
ガトー
声：島香裕
ショコレの町の菓子職人。娘のプリンと二人で菓子屋を経営している。ミグミグ族から、「グルグルパイの作り方」の最後の決め手となる言葉「トカゲのコックさん」を聞いていたが、それが何を意味するのかは本人にも分からずじまいであった。また、チョコレートを買うためにククリが全財産をつぎ込み、一文無しになった勇者パーティーに、足跡が動物の形になる「動物ブーツ」をプレゼントする。立場は原作のタルトンの立場を担っている。
プリン
声：野上ゆかな
ガトーの娘。気が強い。十数年前、ミグミグ族からレシピを伝えられたという「グルグルパイ」の創作を父と共に続けているが、なぜかレシピ通りに作っても毎回大爆発して失敗するパイに、すっかり手を焼いている。立場は原作のタルトンの娘・メルシィの立場を担っている。
ウッカ12世
声：稲葉実
ゲルニ大陸、オットー国の王様。大の魔法好きで、コーダイ国王ウルガ13世とは対照的に闇魔法の使用も認めている。また魔法好きが高じて、年に1度「魔法大会」を開いて景品を出すことで各地から有力な魔法使い達を集めて戦わせ、その魔法を見ることを一番の楽しみとしており、部下を困らせている。
ニコモ王子
声：山口勝平
シラト国の王子。ダンスが大好きで、誕生パーティーには盛大なダンスパーティーを開催する。キタキタ踊りを高く評価している。
フリル
声：横山智佐
ナンダ山で修行する魔法使いの見習いの女の子。シラト国のダンスパーティーに招待されなかった腹いせにニコモ王子にラクガキの呪いをかける。また、ククリを自分のものにしようと燃えるレイドに利用され「ニケとククリを仲たがいさせれば、礼としてすごい魔法を教えてやる」とそそのかされる。初めはその通りにしていたが、優しいククリに心を動かされ、ニケに本当のことを話す。
ベティ
声：京田尚子
ネコミ村に住むばあさんで、長老。キタキタおやじとは「アドバーグちゃん」、「ベティちゃん」と呼び合う関係。その仕草は気味悪がられている。触るとレベルアップできるという「困った顔の猫」を探しに来たニケ達にヒントを教えた。キタキタおやじと同じレベルの模様。

### ドラマCDオリジナルの人物
ラビ
声：岩坪理江
ドラマCD2に登場。魔法使い見習い。師匠であるホメットの「未来が見える水晶」をこっそり持ち出し練習していたところ、タテジワに奪われ、嘆いていたところニケたちに逢い、ともに水晶を取り戻すための旅に出ることになる。
ホメット
声：石森達幸
ドラマCD2に登場。ラビの師匠。

## 魔王軍以外の魔物

### 魔物の分類
「魔法陣グルグル」の世界に登場するモンスター（略して『魔物』、とも表記される）は大きく4つ「悪魔・魔族・人獣・幻獣」に分類される。
ただし、漫画原作以外のアニメ、映画、小説などでは設定が曖昧になり、「魔法を使いこなす上級人獣」、「言葉も話し、魔法も使う『大幻獣』」、「どの分類にも属さない『神獣』」など例外も多く登場する。
また、モンスターでも全員が魔王ギリの配下にいるわけではなく、ククリたちに最初から味方したモンスターも少なからず存在している。
悪魔
この世に存在する2つの世界「現実世界（自然界）」「魔法世界（魔界）」のうち、魔界を住処とし、その中でも特に邪心の強い者達の総称。「魔王ギリ」はそれら悪魔と契約を結び、従えているが、「ガルリロ」のように、全ての悪魔がギリの配下にあるわけではない。容姿は2足直立歩行で人語を解するヒューマンタイプであるが、羽や角、尻尾、顔などのため大半は人間らしい姿はとらない。使う魔法はは総じて強力。性格は残忍であり、真面目な態度の者が多い。ククリも一時グルグルで悪魔となった。
魔族
元は人間。闇魔法行使時の悪魔からの誘惑等で邪心に染まり魔物化した者の成れの果て。および魔界で生まれたそれらの者達の子孫。魔王ギリも魔族である。その成り立ち上、使用する闇魔法はいずれも強力であり、最も人間に近い知識・容姿・言語を持つが、悪魔化が進み完全に人間の姿でなくなった者もいる。
人獣
2足直立歩行で人語を話せるが容姿は人間に似ない、元々は自然界の住人。魔法を得意とするものは少なく、戦闘時は肉弾戦のみか、火の息など「特技」止まりの魔法以外の技で戦う者が大半。知能の低い者（=バカな者）が非常に多く、魔物4区分のうち最もギャグへの関連性が高い。
幻獣
人型以外をした魔物の総称。植物の魔物や、無機物に命が宿った者、「竜」など、神秘性を持って語られている者もいる。原則として魔法は使わず、他と違い言葉を話すこともない。本来自然界の住人であったものが、魔王ギリの魔力で操られ、支配されている。

### 魔王軍以外の魔物
ガルリロ
声：石谷春貴（3作目）
悪魔。ククリの魔力暴走での時間停止に巻き添えにされ、自由になるべくその謎をニケとククリに解かせようとする。基本は悪魔なので人が困っている姿を見るのが楽しみだと言い、直接手伝いはせずヒントの「攻略本」だけを与えて傍観する。
終盤にも再登場。ギリの正体について嘘を吹き込み危うく物語が完結したかと思い込ませるが、事実を知ったルンルンの登場によりことなきを得た。

### 魔境
水晶ババア
声：日比野朱里（2作目） / 伊沢磨紀（3作目）
アラハビカに続く道で検問のような役割をしている魔族。三つの水晶玉を使い攻撃する。
ヌシタ
声：泉尚摯（2作目） / 木島隆一（3作目）
魔境の長。ナナコナとコナルの父。外見はとても魔境の長には見えない蛸壺のような格好をしているが、魔境の住人たちからは尊敬されている。
ナナコナ
声：前川優子（2作目） / 釘宮理恵（3作目）
ヌシタの娘で、コナルの姉。ニケに結婚を迫ろうとする。アラハビカでは魔境の長の娘として一目置かれる存在。人間にはわりと友好的。
コナル
声：日比野朱里（2作目）
ヌシタの息子で、ナナコナの弟。アニメ3作目はニケ達がパンフォスの遺跡攻略後群衆シーンに登場。
トカゲの一郎
声：高橋広樹（2作目） / 前田弘喜（3作目）
アラハビカの店の店主。

#### 魔境（アニメ2作目オリジナル）
スエラ
通称魔族のマドンナだが、ヌシタ同様の姿で、ニケはがっかりしていた。
原作ではナナコナの台詞のみで登場していない。
アニメ3作目では群衆の中に、顔が「スエラ」の絵文字で描かれた彼女らしき人物が存在している。

### 魔王軍以外の魔物（アニメ1作目オリジナル）
マリーナ
声：池本小百合
人魚の国の王女。近々半魚人の王子・ザブーンとの婚約を控えていたが、王子がここ最近急に人間かぶれになり、いつも人間の姿ばかりするようになったことに嫌気が差し、ニケ達に結婚式を妨害して台無しにするよう依頼する。
ザブーン
声：金丸淳一
半魚人（マーマン）の王子。新しく傍に仕えるようになった家庭教師「キザランドス（正体は魔物）」の人間趣味に感化され、自分も人間の姿とファッションをするようになり、マリーナから拒絶されている。

### 魔王軍以外の魔物（『グルグル2』）
新勢力以外の魔物。
パンチラドラゴン（2）
パンチラさせようと襲ってくるハレンチな龍。古来より「鋼鉄のカーテンを開く者」として時代の変わる象徴とされている。
ナニカ（2）
見られるだけで奇跡といわれるくらい、非常に珍しい魔物。触るだけで、触った人の能力を覚醒する。ザザが触った。

## 魔王軍
「魔王ギリの配下のモンスター（魔物）」などと説明されることも多かったが、「2」の解説・あらすじなどでは、「魔王軍」とされているガンガンオンライン 魔法陣グルグル2。

### 魔王ギリ
魔王ギリ
声：笹岡繁蔵（第8話、第16話）→大友龍三郎（第45話） / 大友龍三郎 / 銀河万丈
魔物をあやつり世界征服をたくらむ悪の元凶。その操る闇魔法はキタキタおやじが装備していた「最強の防具」を一瞬で破壊するほど強力。300年前にもギリは魔物を放ち世界征服を企んだが、ミグミグ族の操る最強のグルグルである「恋するハート」により封印をかけられた。その封印は元々300年しかもたないものであり、封印が一部解けた後には再び各地の魔物を支配して軍団を形成。300年前の恨みを晴らすべく「勇者」ニケと「最後のミグミグ族」ククリを打倒せんと試み次々と刺客を送り込むも、全て失敗に終わる。作中で自ら動くことはほとんどなかったが、最終章にてデマが封印の完全解除に成功。ザン大陸にてニケ一行を待ち受けることになる。最終決戦において、ククリの「恋するハート」により再び封印をかけられ封印された（公式な記録ではキタキタおやじの陰謀とジュジュの不注意により、キタキタ踊りで封印された事にされた）。グルグルの正体が光でも闇でもない「ハートの魔法」であることや、その性質上心の振れ幅が大きい子供時代にしか使えないものであることを看破していた（『2』では子供の心を持った大人でも使える事が判明した）。
失敗した部下に対する罰は「既にイベントの終わったダンジョンの見張りをやらせる」という窓際送りの手法を好む。
第1巻では「闇の世界に足を踏み入れた魔導師」と語られているが、その正体は凄いパワーを持った親父。また、アニメ3作目ではアラハビカでククリがニケに「アニメの路線が変わった」と嘘をつかれた際に各キャラの絵が登場した時、原作と容姿は異なるが一人だけ肩書きが原作と同じ「宇宙番長」だった。
2013年6月の人気キャラ投票の結果は25位（25キャラ中最下位）。
偽魔王ギリ（鏡）
巨大な球体。その中身は「グルグル使いの魔力を映し出しそのまま跳ね返す鏡」。そのため球体の中から出てくるものはククリの想像に合わせて変化する。実際はククリにとっての「怖さ」の象徴であるキタキタおやじ・カヤの姿（カヤの顔）や、グルグル失敗作の象徴のようなみすぼらしい姿、ニケ達と力を合わせて冒険した思い出の姿をして現れた。本物の魔王ギリはこの鏡の影の中に潜んでいる。

### 幹部
明確な上下関係こそ明かされていないが、幹部同士にも主従関係（もしくは階級的な上下関係）が築かれている。なお、魔王ギリ封印後も生存している者も多い。
チクリ魔とサーチアイ、カヤとレイド以外は、アニメ3作目の魔王ギリとの最終決戦で幹部として紹介されたキャラクター。
- 「2」にも登場するカヤについては、#カヤを参照。
- 「2」にも登場するレイドについては、#レイドを参照。

モンク
声：増田陽一（2作目） / てらそままさき（3作目）
魔法戦略家。コパール王国に潜入していた魔物大臣の上司。コパール攻略では指揮を執ったが、ニケ達の活躍により失敗。イベントが終わりただの山となったノコギリ山の見張りとして、情けない日々を送る羽目となった。
アニメ3作目では人間離れした青白い肌となっており、第6話のアッチ村の回の時点で早々に登場している。アニメ3作目でも度重なる失敗からノコギリ山の見張りになるが、デマやサタナチアや最強大臣などとともに、ギリの魔力でなぜか地獄から復活した(ただし、封印されただけのはずのドンカマーも地獄から復活していた)。
デマ
声：岩田光央（3作目）
作戦の失敗が続いたカヤに代わって派遣された悪魔。そのためニケに「カヤ2世」と呼ばれた。
一度は勇者一行の妨害に直々に立ちはだかるが、グルグル「すてきなおようふく」で追い払われた。
その後、しばらく勇者たちの前に姿を現さなかったが、それはピグナピナ大陸でギリ復活の最後の儀式を完了させるためであった。儀式の完了により「魔王ギリの完全復活を成功させる」というモンクやカヤ以上の成果を挙げたが、ジタリの遺跡の戦いでドンカマーを倒されて撤退した後は出番が無い。アニメ3作目ではモンク達と共に最終回で再び登場した。
ケベスベス
声：水原リン（1作目、2作目） / 井澤詩織（3作目）
人間に呪いをかける悪魔で、初登場時はアッチ村の村人たちに身体が動き続ける呪いをかけていた。討伐に来たニケとククリに対しては、ニケには身動きできなくなる魔法（金縛りに近い）を、ククリには「えっちなおどり」をさせる魔法をかけた。だが、その戦法が祟ってグルグル「トーラ」で倒される。
後にパンフォスの遺跡で再登場した際も、「えっちなおどり」の魔法をジュジュにかけたが、足元から「トーラ」を喰らって隙ができた所を魔法が解けたジュジュの十字架を受け倒された。
チクリ魔
声：西村ちなみ（1作目、2作目） / 和多田美咲（3作目）
情報収集担当の悪魔。初めはサタナチア（アニメ1作目ではマンドラゴラ）に従事していたが、サタナチアが倒されてからはカヤの下に就いている。「 - でし」が口癖。相棒のサーチアイと一緒に行動する。その名の通り、敵味方区別なく重要情報でも何でも告げ口する性分のため、勇者パーティーの偵察をする一方でニケ達に魔族側の情報も伝え、「なんて親切なんだ」と歓迎された。
アニメ1作目では敵同士に悪口を告げ口して内輪揉めを起こす曲者としての一面が強調された他、2作目と3作目ではカヤの副官的な立場で出番が増えており、カヤやレイドの指示を復唱して下級モンスターに伝えたり、グルグルに関する分析結果の報告を行った。アニメ3作目ではギリ封印後も生き延びている。
サーチアイ
声：三木眞一郎 / 赤石広樹 / 柳田淳一
映像の記録、編集・投影機能を持ち、飛行や電撃攻撃も可能なロボット型の幻獣。チクリ魔の相棒であり乗り物。
アニメ1作目では敵の性格を的確に分析し、相手に対し最も効果的な幻術を選び個別にかける能力も持っていた。
ギザイア
声：辻親八（1作目） / 青山穣（3作目）
シュギ村を占領したギリ軍のボス悪魔。人を犬に変身させるガスを吐く。魔力のアイテムであるシュギ村の「腕輪」を狙っていたが、呪いを解いたジュジュに先を越されてしまう。その後、最終形態に変身しようとするが、ジュジュに召喚された「腕輪の主」に食われ倒される。
アニメ3作目では自身がガスを吐く事はなく、ジュジュとゴチンコを犬にする場面ではイヤな女神像のガスを使用しており、アニメ1作目や原作と異なり変身は終えたものの必殺技を繰り出そうとする際中に食われた。
サタナチア
声：内田紳一朗（2作目） / 乃村健次（3作目）
きりなしの塔を護るボス悪魔。その強さで勇者パーティをかなり苦しめたが、魔神「サイレン」の召喚により倒された。真面目な性格だが短気。一つ目の瞳から放つビーム状の電撃「あくまのいかずち」が武器。
大臣
声：宮澤正（2作目） / 家中宏（3作目）
コパール王国の大臣。魔物に取り憑かれている。コパール王国の物価を異常な値に吊り上げていた。わざとミルカ姫を泳がせニケ達からバナナムーンを強奪する。バナナムーンの魔力で「最強大臣」に変身するが、ニケの火の剣に敗れた。目を開けたまま眠る、くしゃみの後や大笑いした後など注意力が途切れた際、語尾に「まもの」を付けるなど変な癖がある。アニメ2作目では、人間に戻ってからはくしゃみの後、語尾に「にんげん」が付くようになった。
ドンカマー
声：山本祥太（3作目）
ピグナピナ大陸を石と火の世界にした、魔族でも1、2を争う魔法使い。魔王ギリの弟子らしい。魔王ギリが封印された後、自身も本体をジタリの遺跡に封印された。完全に封印される前に自らの意思を「ただの箱」に宿らせ分身を作ることに成功。分身は自らにかかった封印を壊すべく、勇者を利用することを企む。計画は成功、ニケの水の剣によって分身もろとも封印の礎は両断され、「黒い太陽」として復活した。力を失った「箱の分身」自体は、複数枚の板で構成された箱型のモンスターで大した戦闘力は無いが、太陽のような形の本体「黒い太陽」は強力。
相手を石化する魔法を使いこなし、石であるがゆえに火は無効、水の剣で斬っても石化能力を自分に使って一瞬で傷を復元する。一時はククリ以外のパーティーを石化させて全滅寸前に追い込んだが、最後はニケの勇者の拳の「ツッコミ」によってジタリの遺跡の下敷きにされた。
アニメ3作目では、デマやサタナチアや最強大臣などとともに、ギリの魔力でなぜか地獄から復活した(ただし、ノコギリ山に異動させられただけのはずのモンクも地獄から復活していた)。
「魔王ギリの弟子」「石化魔法の使い手」など外伝『舞勇伝キタキタ』のガガルと共通点が多い。

### ザコキャラクター
複数存在し、様々なやられ形をするにぎやかし要員。ここでは、複数の場所に現れたザコキャラクターを記述する。
- タテジワネズミについては、#タテジワネズミを参照。

#### クロコ
クロコ
声：小形満・鈴木勝美・小野英昭 / 間島淳司・高橋広樹・北澤力・深貝大輔・増田陽一・程島鎮磨 / 小野賢章
タテジワネズミと同じく雑用係の魔物。タテジワネズミほど出世願望はない。爪が鋭く伸びるが、あまり使うことはなく、大して強くない。（一応）必殺技は「悪の曼荼羅」。口癖は「俺達の本当の怖さを見せてやる」。アニメ1作目と2作目では個別に声優が当てられたが、3作目ではいずれの個体も同じ声優が担当している。

#### ゴーレム
最初に登場したゴーレム（きりなしの塔のゴーレム）以外に、レイドの配下モンスターとして2度ほど登場するが、原始的な姿のきりなしの塔のゴーレムとは違ってよく整備された高度なロボット型であり、外見もそれぞれ異なり全て別の個体。
ゴーレム（きりなしの塔のゴーレム）
本物のきりなしの塔への道を阻むモンスター。啓示を受けたトマ特製のアイテム「魔雷砲」によって倒された。
ゴーレムターボIII（パンフォスの遺跡のゴーレム）
アラハビカの謎を解いたカヤが村の中心のネジを回させ、パンフォスの遺跡を出現させた。
レトニ石のゴーレム（エルエル砂漠のゴーレム）
世界最強の石「レトニ石」で作られたゴーレム。アニメ3作目ではロボットのような外見にリデザインされた他、レイドとカヤがゴーレムの内部に乗り込んで操縦していた。

#### カセギ
本作初期を代表するザコキャラクターの1種。そのため、多くの派生キャラクター（ゲームでいうところの亜種）が登場している。
カセギ
声：亀山助清（1作目） / 奈良徹（3作目）
ニケ達が最初に遭遇した魔物。2足歩行する3本角のネコ科の人獣であり、手に持った棍棒を武器とする。攻撃を当てられないニケを追い詰めるがククリの初成功グルグル「トカゲのしっぽ」で倒される。ギリ軍では最下層。キバが邪魔でサ行の発音が上手くできないらしく、語尾に「ッシュ」をつける。

##### カセギの亜種
カセギゴールド
声：稲葉実（1作目） / 稲田徹（3作目）
ノコギリ山ダンジョンのボス。人獣。巨大な剣を振るうだけでなく、「火吹き竜」の血が半分流れているということで口から炎を吐く。ボスだけあって戦闘力はかなり高いが、台本がないとうまく喋れない。「肩のうしろの2本のツノのまんなかのトサカの下のウロコの右」が弱点。その弱点も鎧で覆って隠していたが、ベームベームの雷撃で鎧が破壊されてむき出しになったところをまぐれでニケに貫かれて倒れた。

###### アニメ第1作オリジナルのカセギの亜種
合体カセギ→キングカセギ
声：亀山助清→菅原正志
通常より戦闘力が高く耳鼻もよく利く強いカセギ。仲間を呼び合体することで#カセギゴールドに似た魔物、キングカセギに変貌する（ドラゴンクエストシリーズのキングスライムのパロディ）。鋭敏すぎるその感覚が仇となり、嫌な音を放つグルグル「ものすごいツメみがき」に倒れた。

###### ドラマCDオリジナルのカセギの亜種
カセギシルバー
声：塩屋浩三
ドラマCD1において、ギリのモンスターに占領された熱血妖精の村の塔の、4階の番人をしていた者。
今まで一度も「じぃ〜んと感動したこと」がなく、自分自身を「じぃ〜ん」とさせることを勝利条件としてニケたちに突きつける。
苦戦するニケたちであったが、最終手段としてニケが2時間に渡る落語を、カセギシルバーに正座で聞かせ、長時間の正座でしびれた足をつつくことで「じぃ〜ん」とさせ、感動とは違うものの攻略したことになってしまった。
カセギダイアモンド
声：辻親八
ドラマCD2において、大ボスであり、タテジワトリオの親分。ニケにはカセギダンゴムシと呼ばれる。
カセギゴールド同様、ククリの召喚したベームベームによって倒される。

### ノコギリ山周辺
- カセギとカセギゴールドについては、#カセギを参照。
- タテジワネズミについては、#タテジワネズミを参照。
- イベント終了後に観測についたモンクについては、#モンクを参照。

ライライ
声：鈴木勝美（1作目） / 山本格（3作目）
ノコギリ山魔物の副隊長。鳥の姿をしている。キタの町でククリ、ミグ、そして図らずもキタキタおやじをさらう。人質には女の子を優先してさらうなど「魔物の基本に忠実」らしい。ベームベームの雷撃で倒される。
ハズレ大魔王
声：稲葉実（1作目）
ノコギリ山ダンジョンの「ハズレの部屋」に巣食う悪魔。ニケが扉を開いたことを無かったことにしたため、以降出番が無くなった。アニメ3作目では未登場。

### シュギ村周辺の魔物
- クロコについては、#クロコを参照。
- ギザイアについては、#幹部を参照。

### アッチ村周辺の魔物
- ケベスベスについては、#ケベスベスを参照。
- レイドについては、#レイドを参照。

センボンモドキ
声：稲葉実（1作目）
植物系の魔物。幻獣。ククリの修行の成果で難なく倒すことができた。

### 妖精の村周辺の魔物
ヤンバン
声：島田敏（1作目） / 内匠靖明（3作目）
人獣。妖精の村に入り込んだ犬の魔物。手斧を投げる、かむ、じゃれる、仲間を呼ぶなどの攻撃をしてくる。キバは猛毒。多数の仲間を呼ぶが、グルグル「ベームベーム召喚」で全滅する。
アニメ3作目では、ニケやククリと戦ったヤンバンのみマントが赤く、ブチの入ったヤンバンなどもいる。

### きりなしの塔の魔物
- タテジワネズミについては、#タテジワネズミを参照。
- チクリ魔とサタナチアについては、#幹部を参照。
- ゴーレムについては、#ゴーレムを参照。
- カヤについては、#カヤを参照。
- レイドについては、#レイドを参照。

ザイマン
声：間島淳司・西本圭一郎（2作目） / 野瀬育二（3作目）
きりなしの塔における下っ端魔物。ヤギ（？）の人獣。作戦会議で、重大な内容の議題を漫才並の軽い関西弁で話し、サタナチアを困惑させた。「会話は重いが内容は薄い」タテジワネズミとは対極の存在。
ガブル
きりなしの塔にすむモンスター。ニケが不注意により噛まれた。
クプクプ
クラゲのような魔物。打撃を受けると破裂する。大群で現れるも動物の悪霊入り魔雷砲で一掃された。
ひのつかい
火を吐く魔物。勇者パーティのピンチを襲い、かなり追いつめたが、スクロールで強化されたオヤジによって吹き飛ばされた。
ウンベル
声：宮澤正（2作目） / 岩澤俊樹（3作目）
石でできた魔物。攻撃はしてこないが階段の入り口をふさぎ邪魔をする。殴ったりけなしたりして機嫌を悪くすると重くなり、逆に放っておくといつの間にか軽くなる。相手の弱点を的確に攻める悪口を放つ。
カギの魔物（モンスター）
鍵の入った箱を持って4階を走り回る魔物。カヤ戦のどさくさで倒された。

### コパール城周辺の魔物
- モンクと大臣/最強大臣については、#幹部を参照。

（ガンスター）
一応名前は設定されているが原作・アニメとも作中では名前なし。バナナムーン探索中の盗賊一行と遭遇した魔物。体が硬い。ニケの無茶な落石玉乗り攻撃によって倒される（巻き添えを食った盗賊一行にも多数の被害者が出た）。
アニメ3作目では未登場。ただし、魔王ギリとの最終決戦でそれらしきモンスターがモブとして登場している。
人狼
声：不明（2作目） / 浜添伸也・岩澤俊樹（3作目）
ルンルン達に絡むも、トランスしたジュジュにやられてしまった。
ブーン
声：サウンドエフェクト（2作目） / 江越彬紀（3作目）
大臣のペットの雲の幻獣。ニケに「火のウンコ」と称される火の雨で攻撃してくる。雲状なので直接攻撃は一切効かないが、グルグル「トカゲのしっぽ」に伴う風で粉々にされた。
カミカミくん
おしおきモンスター。その名の通り、失敗した者を噛む。
アニメ3作目では大臣の挑発がモンクにバレなかったため登場しなかった。

### 魔境周辺の魔物
- 魔境の魔物については、#魔境を参照。
- カヤについては、#カヤを参照。
- レイドについては、#レイドを参照。
- クロコについては、#クロコを参照。
- ケベスベスについては、#幹部を参照。
- ゴーレムターボIIIについては、#ゴーレムを参照。

グエンチャ
声：木内秀信・原田正夫・北澤力（2作目） / 野川雅史・木内太郎（3作目）
羽の生えた卵形の魔物。普段は空中から石化効果のある息を吐いて攻撃してくるが、打撃などで殻が割れると凶暴化し、羽を失い物理攻撃主体で襲いかかってくる。殻は割れやすい。
（アルマージ）
カヤ達の船の大砲の弾として発射された「魔物弾」の正体。ジュジュに蹴り倒される。
パラジ
火炎弾を吐くヘリコプター型の幻獣。助けに来て、逆に格好の標的となったニケを執拗に撃った。
ダークアイ
辺りの明るさを奪う「闇の光」を発射する幻獣。パンフォスでの劇を邪魔したが、あまり効果はなかった。

### エルエル砂漠周辺の魔物
- タテジワネズミについては、#タテジワネズミを参照。
- カヤについては、#カヤを参照。
- レイドについては、#レイドを参照。
- レトニ石のゴーレムについては、#ゴーレムを参照。

ドッテン
ニケ達とシュナーベルを襲った魔物。ククリ初のオリジナルグルグル「じいさん大活躍」とニケの火の剣によって倒された。アニメ3作目では未登場。
チカノコ
エルエル砂漠に迷い込んだニケ達を襲った魔物。クルジェのベルで退散した。
アニメ3作目ではエルエル砂漠ではなくエルエル村で登場した。

### 花の国周辺の魔物
- タテジワネズミについては、#タテジワネズミを参照。
- カヤについては、#カヤを参照。
- レイドについては、#レイドを参照。

森のサメ
神秘の森への侵入者を食べる魔物。ウニョラー化したククリの下僕にされた。
ピカビア
声：新井里美（3作目）
ギリ軍から派遣された二味一体の悪魔。火の剣を無効化し、氷結ミサイル/カラいものミサイルを使い分け、ククリの嫌いなカラいもので心理的にグルグル封じの効果を狙ってくるなど、比較的強い。カラいものミサイルでククリをウニョラー化させたが、それが逆効果となりギリ軍の一部が壊滅的な打撃を受けた。最後はプラナノに倒される。

### バトーハの塔周辺の魔物
- レイドについては、#レイドを参照。

ヴィヴィアン
声：逢坂良太（3作目）
バトーハの塔を管理していた、レイドの配下の魔物。人間の嫌がる音を出す楽器を使う。ニケ一行に情報を漏らすなど、間の抜けたところがある。アニメ3作目最終話ではカヤ、レイド、チクリ魔達と共に生き延びた。
マルジェラ
ヴィヴィアンと共にバトーハの塔にいた魔物。無表情で何もしゃべらないが、ヴィヴィアンには何を言っているのか分かる。

### レフ島の魔物
- デマについては、#幹部を参照。

ジダンダ
デマの手下のザコ魔物。タテジワネズミと役割が近く、あまり出番はなかった。ニケ曰く「ザコ」。

### ジタリの遺跡の魔物
- デマとドンカマーについては、#幹部を参照。
- タテジワネズミについては、#タテジワネズミを参照。

ヒラタ
ジタリの遺跡にいた幻獣。デマが配置したようである。ドアのスイッチの「ヒラク」「トジル」の2つのスイッチの間にある、「ヒラタ」のダミースイッチを押すことで出現する。ニケの火の剣を無効化する。また砲から鉄球を発射するなど攻撃力も高い。トマが作成した「ダミーニケ人形」に恐怖して逃げ出した。
アニメ3作目では第21話の次回予告で登場した。

### ザン大陸の魔物
アグロム軍団
最終巻16巻のみに登場した、ワニ顔の人獣の軍団。
モビー
小型飛行機型の幻獣。空飛ぶファンファイのほこらで移動中だったニケ一行に編隊で襲い掛かった。アニメ3作目では未登場。
キーガ
魔王ギリのペットである植物の魔物。一見森にしか見えないほどの巨大さで森そのものに擬態し、侵入者を捕食する。花の王女プラナノの力で退けられ、ククリの発案により、防御アイテムにもなる「リコの花を咲かす植物」として生まれ変わった。
アニメ3作目では未登場。魔王ギリとの最終決戦で復活したモンスターとともにそれらしきモンスターが登場。

### アニメ1作目オリジナルの魔王軍
カメタコリャ
声：不明
マンナカ島周辺に居座っているはぐれモンスターでHPは40。カメとタコを足したような姿をしている。その容姿とはうらはらに声はラブリー。食材にもなり、美味らしい。ニケ達に倒されたあとは、カメスープとたこ焼きとして、マンナカ島の名物になった。
ゲジゲズムリ
声：不明
ジャバ国周辺を暴れ回っていたはぐれモンスター。ムカデに似た姿をしており、丸まってタイヤのようになって目の前のものを押しつぶす。フェイ、ルシム、チュリーの三人組を襲っていたが、ククリのとかげのしっぽとニケの短剣による連続攻撃で倒された。
ニャンバン
声：高乃麗
犬の魔物「ヤンバン」と対となる猫の魔物。帽子と靴を履いている。直接戦闘はせず、長い体でうつ伏せになり進路を塞いでくる。それを無理に飛び越えようとすると上半身だけ踊るように起き上がり相手を弾く。所詮ネコと同じ性質で、ククリがグルグルの失敗で出したバネつきの球体に戯れつき、外れた球体とともにどこかへ去っていった。
この一連の行動は、作者の飼い猫がモデル。
マンドラゴラ
声：桜井敏治
コッチ村周辺の「ヘナポコ山」に拠点を置く植物のボス級モンスター。
女性に好かれたことが無いらしく、何回告白しても振られてばかりいる。そんな過去から「可愛い女の子」が許せなくなり、支配したコッチ村から女の子をいけにえとして連れてくるように命じ、あえて肉体労働をやらせていじめ抜く陰湿な毎日を送っていた。
植物系にもかかわらず火の魔法トカゲのしっぽを防ぎきる魔法防御力を持ち、頭から噴射するコショウ攻撃でむせ返らせた隙にツルで拘束してくる。キラキラ「オヤジの剣」で倒された。
ラブラブラ
声：小宮和枝
魔王ギリの命により「闇の風見鶏」のパーツを探しにポトマ学園の園長に成りすましていた悪魔。そのつぶらな瞳を見た者は、爆笑して行動不能に陥る。キラキラ「学校の剣」で倒された。
モンブラン伯爵
声：滝口順平
ダイフク谷の近くにミグミグ族が残した「闇の風見鶏」のパーツを守るためギリが送り込んだ、お菓子好きな栗の魔物。キラキラ「氷の剣」で倒された。
ドラドラ / ドラー
声：辻親八
オットー国で開かれる魔法大会優勝商品の「魔法アイテム」を狙ってギリに派遣され、大会に紛れていた魔物。変身時は老人の姿で「ドラー」と名乗っていた。レイドまで打ち負かしククリを倒そうとするが、グルグル失敗魔法10回目に現れた「失敗10回記念たこたろう」に押しつぶされた。
バキューン
声：不明
「ナンダ山の伝説のモンスター」として言い伝えられていた幻獣。最初はハンドボール程度の大きさと形状だが、とてつもない勢いで周囲のものを吸い込み続け瞬く間に気球のように肥大する。結局ニケが掴まっていた枝が突き刺さっただけでパンクしてどこかへ飛んでいった。
クモモンガ
声：大川透
フルサ国の王女・クリリス姫（声：根谷美智子）をさらった蜘蛛のモンスター。容姿のよさを見込んで連れ帰ったはずのクリリス姫のあまりのわがままぶりに辟易し、遂にはプレゼントを貢いで帰らせようとしたが、城の生活より居心地がいいからと姫に居座られ逆効果になる。勇者一行が姫の奪還に現われたときには、「どうぞ姫を連れて行ってください！」と泣いて喜び、ニケ達を困惑させた。
キザランドス
声：藤原啓治
人魚の国に厳重に封印されており、結婚式典のときだけ外に出して使われるという「人魚の秘宝」を奪うため、人魚の国の結婚式に仲人として介入していた魔物。アンコウとカニの混ざったような重装甲の魔物でトカゲのしっぽが効かなかったが、ニケのキラキラで倒された。
名前どおりに「キザ」な性格で、人間の格好をすることにかぶれており、普段はパンク・ロック風の服装に変身している。また特に必要も無いのに、半魚人の婿、ザブーン王子までその趣味に感化させていた。
モンバン
声：鈴木勝美
名前のとおり、魔王ギリの居城、闇の世界への入り口を護る三つの頭を持つ門番。両手の指先から電撃を連続で飛ばす攻撃を行う他、人間に洗脳をかけて操ることもできるらしく、キタキタおやじを洗脳して配下に置いていた。
暗黒四天王
声：鈴木勝美（ザータ）、小形満（トクラ）、稲葉実（アグビィ）、辻親八（べギア）
「風のザータ、炎のトクラ、水のアグビィ、大地のベギア」の4体から成る魔王直属の最強人獣軍団。連携攻撃しようとすると誰かの攻撃が必ず他の誰かの攻撃を無効化する。単体では非常に強いはずだが、いざ4体集まるとすぐ仲間割れに走り、ボスとしては非常に威厳が無い。合体して真の姿になると意思の統率の無さで隙だらけになり容姿も格好悪い。カセギゴールドと並び、魔神ベームベームの攻撃に耐えた数少ない魔物であったが、結局ニケのキラキラに敗れた。
老占い師
声：田口昂
終盤で登場したギリの秘書らしき部下。頭に犬を乗せている。ギリの部屋の直前まで来たニケとククリが行くのを止めたため、ギリと共に呆然としていた。

## カヤ
カヤ
声：納谷六朗（1作目、2作目） / 飛田展男（3作目）
魔族。魔族の中でも1・2を争うほどの優秀な魔法使い。少々顔が怖い。初登場はコーダイ城の地下室で、宮廷魔法使いとして潜入していた。グルグル「長い声のネコ」により正体が露呈した所をニケによって倒されたかと思われていたが、実際には倒された幻を見せてその場から逃げていた。その後、ネコジタ谷でニケとククリの前に再び姿を現し、以後、幾度も対決することになる。グルグルの使い手であるククリと対決を繰り返し、グルグルについて研究していく中でその心境は変化していき、ククリを「始末すべき敵」と見るのではなく、純粋に一人の闇魔法使いとして「闇魔法の最高峰『グルグル』を自らの魔法で打ち破りたい」と望むようになる。アラハビカ～花の国まで作戦指揮を執るも全て失敗してネコジタ谷に左遷されるが、ククリと戦う為に谷を抜け出した。
彼の使用魔法のバリエーションは全敵キャラ中最多。炎系の攻撃魔法がやや多いが、他にも防御魔法の「シールド」からシールド破りの魔法「ゴールデンハンマー」、最強クラスの闇魔法「暗黒太陽」など多様な魔法で勝負を挑んでくる。また単に魔法の腕が立つだけでなく洞察力にも優れており、魔法としてのグルグルの「失敗」が失敗ではない（心を映し出す魔法であるため、いかなる姿が現れてもそれは使い手の心のありようにすぎない＝「失敗」というものが原理的にありえない）ことに勘付いたり、パンフォスで不可思議かつ強大な魔力を駆使していた「塔の主」がククリその人であることをいち早く看破したりしていた。魔族ながら敵に対してもフェアな性格で、基本的にククリとの1対1の戦いを好み、最終決戦でもククリと一騎打ちで戦うが勝つ事は出来ず（ククリは負けを認めていたが）、その場を去っていった。
虫好きで少年時代は「昆虫博士」が夢だったらしく（アニメ2作目）、「夢の昆虫ランド」なるものを所有して、今でも珍しい虫を集めている。何故か自分の写真集を出している。
2013年6月の人気キャラ投票の結果は16位。アニメ3作目では第6話のアッチ村の回の時点で早々に生存していた様子が描かれている。
「2」でも登場。ククリや天才魔法使いデキルコを強力な魔法使いに育てた上で、再び戦ってみたいという願望を抱いている。デキルコから「おやかた」と呼ばれたが、弟子にしたのかは不明。ジータ同様新魔王には忠誠を誓っておらず、邪神セイフクンチョの復活を企ててマキニカを巡る争いで謀反を起こしデキルコを使って魔王を破りマキニカの奪取に成功し、彼女を新魔王としたが、すぐに飽きて逃げられてしまった。後に魔王セイフクシャの復活の際、混乱する中で魔神マサカを取り込む。

## レイド
レイド
声：鳥海勝美 / 久保田恵 / 岡本信彦
魔族。グルグル暦1298年7月20日生まれのA型。自称「魔界のプリンス」。カヤ達からは「坊ちゃん」と呼ばれている。闇魔法を得意とするが、呪文を唱える姿はかなり格好が悪く、本人もそのことを気にしている。そのため動作の格好がよい魔法「バーニング・フィンガー・アタック」を習得するが、効能は肩こり・腰痛を治すだけ。最初はニケとククリを始末しようとしていたが、後にククリに恋心を抱き、彼女を魔族に引き入れるため、しばしばニケ達の前に現れる。一度は勢いでククリをさらう強硬策に出た。魔力を動力とした機械の仕組みを体系化し、創作する「魔学」が得意。「魔力のアイテム創作」という点から、魔技師であるトマから一方的にライバル視されるも、本人は全く意に介していない。
ニケとククリのことをそれぞれ「ラッキースター」「ピンクボム」と呼ぶ。よく「クサい」台詞を吐くのでギップルに嫌われている（ギップル曰く、彼の「ポエム波」は前に進めなくなるほど凄まじいらしい）。オバケや心霊現象を怖がる。手持ちの闇魔法の数はカヤに並んで多いが間抜けな面が災いして戦果を上げた事は殆どなく、最終決戦でも登場するが早々に退場した。アニメ3作目での最終決戦では、カヤとククリの対戦中、これまで使用した技も有効に使い、デマ戦との戦いも参考にするなど、かなり健闘していた。
2013年6月の人気キャラ投票の結果は5位。アニメ3作目の第10話ではきりなしの塔が崩壊するまで居続けたため瓦礫に埋もれ、その後瓦礫から復活するもガタリの屁の被害に遭ってしまった。また、パンフォスでの戦い（第16話）では自身の事を「ダークヒーロー」と称していた（原作では「悪のヒーロー」）。
「2」でも登場するがククリに恋している面は相変わらず。デキルコから慕われている。一時はデキルコと共に行動していた。後にマキニカを得て魔力で隠れている魔王ちゃんを認識できる程度の魔力を得た。
レルフィー
リッフィーと同じく唐突に現れた美少女キャラクター。性格は「ちょっとクール」という構成。タッフィー・テッフィー・サリフィー・キタフィー・リッフィーを巻き込んでいきなりアルス（ニケ）を巡る恋のバトルを繰り広げ、「くじけ荘」というニケの下宿でカラオケを歌いながら決着をつけようとしていた。戦闘能力が非常に高い。
その正体はニケを追ってゲソックの森に入り込んだレイド。

## 外伝の魔物
「外伝」は、本編と同一世界なのか不明な作品が多く、「外伝1」のように魔王軍壊滅後も描かれているため、魔王軍とは別に記述する。
- 「外伝4」に登場したタテジワネズミについては、#タテジワネズミを参照。

### 外伝1の魔物
「外伝1」は、ククリが14才でレベル15、ニケが14才でレベル16と、本編と同じ世界としても、魔王ギリ封印後の時代が舞台となっているため、魔王軍の配下ではない。
ミュンミュン
人里に根を張り、他の魔物を呼び寄せる植物系魔物。幻獣。下手に引き抜こうとすると周囲に毒を撒き散らすため、駆除は困難を極める。聖水・黒スグリ・バクレツダケの連続攻撃で倒される。
ハングリア
声：鈴木勝美（1作目）
ミュンミュンに誘われて村を襲っていた魔物。上級グルグル「わかれのウインク」で倒される。

### 外伝3の魔物
はぐれ魔物
正式名称不明。ジャバ王国の祭りの最中に村に突進してきたが、ククリのグルグルの失敗作におじけづいて逃げていった。

### 外伝 秋の使いの魔物
「外伝 秋の使い」は、「闇魔法結社総統がまだ犬である」「水の剣が使える」など、魔王軍との戦闘中の出来事と思われるが時期の詳細は不明となっている。
- クロコについては、#クロコを参照。

魔物
正式名称不明。クロコとともにオクト町を狙った魔物。

## 新勢力
- カヤについては、#主要な幹部を参照。

新魔王（2）
元ミグミグ族の少女。美しく画期的なこの世を征服しうる「真のグルグル」を使うらしい。あまりの複雑さからククリでは再現不可能。ニケのでたらめでキタの町などで「クソババンパ（仮）」という名で知れ渡った。封印されたグルグル「かみさまのもよう」も使用可能。魔神「月」をククリから強奪しニケを夜に魔物に変える呪いをかけた。後にククリにも「グルグルを使う度に世界中のトイレのドアが開く呪い」をかけている。過去に失恋した経験を持つ。人望があまりなく、ジーカに部下の殆どを引き抜かれカヤにも背かれている。マキニカをニケ達より先にケムリの塔で手に入れるが、邪神の復活を企てるジーカとカヤに謀反を起こされる。ジーカを消し去った後に、カヤが連れてきたデキルコの空間魔法に敗れて魔王の座とマキニカをデキルコに奪われる。全てを失った彼女をククリが勧誘しようとするが、グルグルを使って全ての人々を吹き飛ばしてズックニィを水没させた。ニケやククリに時々魔法でいたずらを行っている。デキルコに破れた後は再び魔王の地位に戻る為に活動するが、魔王セイフクシャが復活し果たす事ができなかった。
アバイジャ（2）
魔王軍の魔法使い。リザーゴンと同じ魔法学校に通っていた。「ガウバル」という犬の魔物を連れている。キタの町を襲ったが、クソババンバ音頭やおもしろカツラによって撃退された。
ジーカ（2）
魔王軍の将軍。謀反を企て、魔王の殆どの部下を引き抜いた。彼女の魔力が徐々に弱まっている事、「かみさまのもよう」を何故使えるのかを推測ではあるが解き明かしている。邪神復活の為に新魔王からマキニカを奪うため「かみさまのもよう」を封じつつ戦うが魔王のグルグルによりファントマジア(カヤはこの世とあの世の間にあるといわれている世界と説明している)に送られる(2第63章)。

### ともたぢのダンジョンの魔物
- タテジワネズミとタテジワドラゴンについては、#タテジワネズミを参照。

ピグホーン（2）
人獣。サビーナ山ともたぢのダンジョンにて遭遇。
カブトルーガ（2）
フロアの門番。格闘家として修行したミグによって倒される。
サベージカ（2）
ダンジョンクリア後、魔神をよこどりした魔王を追わせないために、ニケたちと戦った。

## タテジワネズミ
『グルグル』では、魔王ギリの配下として登場したが、『キタキタ』や外伝や『グルグル2』では別勢力として登場している。クロコと同じくアニメ1作目と2作目では個別に声優が当てられたが、3作目ではいずれの個体も同じ声優が担当している。
タテジワネズミ
声：小形満・鈴木勝美・小野英昭・子安武人・稲葉実・関俊彦・高木渉（1作目）、小形満・鈴木勝美・坂東尚樹（劇場版） / 北澤力・京極圭（2作目） / 小野友樹（3作目）
名前通り常に眉間に縦ジワを寄せているネズミ。位が低く一般兵としてギリ軍において広く使われている。基本的に雑用係だが、常に任務を欲しがるために志は高い。任務至極主義が行きすぎ、任務があれば他のことはどうでもいい。「笑止」「御意」「しからずんば」など常に文語調の古めかしい言葉を使い、その場の雰囲気を重くするが、肝心の言っている内容はかなり薄く、自分達でも言っていることはよく分からないらしい。偽のきりなしの塔では真のボスとして最上階に居座り、ダンジョンを攻略する戦士達を困惑させた。花の国では自分達の人気のなさに危機感を覚え（曰く「鼠のキャラクターはいつの時代も大人気のはず」）、アピールとして語尾に「ネズ」「ジワ」とつけるようにしたが、その後すぐカヤにやめさせられた。2013年6月の人気キャラ投票の結果は11位。
ヤリで突くタテジワネズミ
タテジワネズミの亜種。アニメ3作目では、そんなに変わってないことをツッコまれたが、攻撃力は増している。
タッフィー・テッフィー
リッフィーと同じく唐突に現れた美少女キャラクター達。それぞれ「怪力自慢」、「オペレーター娘」という構成。レルフィー・サリフィー・キタフィー・リッフィーを巻き込んでいきなりアルス（ニケ）を巡る恋のバトルを繰り広げ、「くじけ荘」というニケの下宿でカラオケを歌いながら決着をつけようとしていた。二人とも戦闘能力が非常に高い。
その正体はニケを追ってゲソックの森に入り込んだタテジワネズミ。
ライオン師匠
アルス（ニケ）の師匠。ニケの回想という形で突然登場し、アルス（ニケ）を「決して諦めるな」と鼓舞した。その正体はゲソックの森に入り込んだタテジワネズミ。
タテジワドラゴン（2）
『グルグル2』で登場した合体形態。炎・吹雪・語りを使い攻撃する。

## 「ゲソックの森」の人物
地の王が用意したゲーム。多くは、クリアに失敗した人間や魔物が、「ゲソックの森」のキャラクターに姿を変えられている。アニメ3作目では登場こそしたものの、第17話・第18話の次回予告でのダイジェストだった。
「ゲソックの森」で敵として登場したキャラクターは魔王軍とは無関係のため、こちらに記述する。
- アルス、キタフィー、リッフィーについては、#主要人物を参照。
- レルフィー、タッフィー、テッフィー、ライオン師匠については、#タテジマネズミと#レイドを参照。

オサール太郎→オサルス・T→サリフィー
「ゲソックの森」で「即死」効果を持つ敵として現れ、「ゲソックの森II」では勝手に仲間になったサル。いかにもゲームにいそうなキャラクターを体現している。「ゲソックの森II」では、「あの強敵がなんと仲間に！」「前作のファンなら思わずニヤリ」の押し付けがましいキャッチフレーズと共に勝手に仲間に加わる。
再登場ごとにパワーアップし、中ボス「サムライ忍者」との戦いでTシャツに先が尖った髪型の「オサルス・T」となり（地の精曰く、さらに「第三次ダイナマイトオサール列伝K」になる運命だったらしい）、最終的にはギャルの「サリフィー」になった。
その正体はゲソックの森でループに嵌り、ゲームの登場キャラクターにされた猿顔の旅人。必殺技は「オサルス・衝撃波」（オサルス・T時）。また、味方に攻撃されると「オーノー」と言う。
サムライ忍者
「ゲソックの森」の中ボス。サムライや忍者とはかけ離れたアメリカ風の姿をしている。一応剣と盾を装備しているが、飛び道具（サムライビーム・砲丸投げ）を駆使するため全く使わない。体の周りに当たり判定があるため近寄るだけでもダメージを受けてしまうが、一方的に仲間になったオサルス・Tの「オサルス・衝撃波」で倒された。
宇宙大皇帝
「ゲソックの森」の大ボス。RPGのラストボスにありがちな変身を何度も繰り返し無限ループに陥りかけたが、ククリの「トカゲのしっぽ」で倒された。レルフィー達曰く、皇帝の異常な復活能力は「北海文書」に定められていたらしい。

## 動物
メケメケ
声：神代知衣・萩原果林・吉田古奈美（1作目） / 久保ユリカ（3作目）
草食動物・メケメケ科。名前どおりに「メケメケ」と鳴く。1日に1回、思い切り遠吠えをさせないと病気になるらしい。メケメケのローブはジミナ村特産品であり、ククリの普段着。見た目は地味だが、魔法に対する抵抗力があり、都では高級品。
シュギラ（アニメ1作目）
移動用動物の一種。飛べない鳥。シュギ村で広く使われている。
ピピグー
草食動物・ピピ科。触れた者の職業とレベルを、鳴き声と鳴いた回数で教える動物。数少ない種族（らしい）。昔はこのピピグーでレベルと職業を調べたらしい。「ツ」と鳴けば盗賊、「ム」は魔法使い、「ピ」は魔技師である。
ケムケム
声：岩澤俊樹（3作目）
雑食動物・ケム科。ネコジタ谷に生息する着せ替え好きのおとなしい動物。ミグミグ族の遺跡を発見し、そこにあったアイテムを持ち出した。
トプカ
盗賊団「ガバ」が乗り物として使っていた動物。飛べない鳥。シュギラによく似る。アニメ3作目ではスライが紹介するシーンやニケ達が世話をするシーン、ミルカ姫が乗用するシーン等は省かれ、コパールの城から抜け出すシーンでのみ登場。

## 植物
花の女王成長後は、実質ニケ配下となったためか、肉食植物がニケたちを襲うシーンもない。
ガチガチ草
肉食植物・ツルクサ科。ジェム平原に生息する。美味しそうな果物に見えるが歯と口のようなものがあり、近づくとガチガチと大きな音を立て威嚇する。ニケ曰く「根性のある植物」。
ジグラン
肉食植物・ラン科。ネコジタ谷に生息していた人喰い植物。
はらたちの花
詳細不明な草。人が腹の立った場面に遭遇すると、どこからともなく憤怒の形相で現れる。アニメでは5体（5本?）まとまって登場し「はらたちフラワーズ」と名乗る。名前の由来は「カラタチの花」。
ミカカ草（アニメ1作目）
花が受話器の形をしており、根が非常に深く遠くまで張り巡らされている草。花に声をかけるとその根を通して声が伝わり、ミカカ草の生えている場所同士で相互に会話ができるため、電話やトランシーバーのように利用されている。
黒スグリの実
食べることもできるが、魔術の威力増幅に使われる。魔法を使う前に対象付近にばら撒いておくことで、魔法使用時に魔法の爆発力を高める効果がある。
バクレツダケ
爆発植物・キノコ科。衝撃を与えると爆発を引き起こす物騒なキノコ。もっぱら火薬・爆弾代わりに使われ、トマの魔法アイテムにもこれを火種に利用したものが見受けられる。
イイモデード
ウトチテレコ地帯より西に生息する植物・デード科。その生態は謎で、以下のようなわけのわからない行動をする。
- 話しかけるとなにか話そうとするが、やめる
- ものを盗むが、2秒で返す
- 虫が近づくとツルを伸ばすが、伸ばすだけ
- 冬が近づくと葉を閉じ始めるが、いざ冬になると開いている
- 食べると毒だが、5秒で治る（『ぐるぐるMIX』より）

学者達もまだ調査中らしいが、多くの学者がイイモデードを調べているうちにおかしくなった。
青とうがらし
アラハビカ特産のとうがらし。別名バーサーカーペッパー。人間には耐えきれないほど辛く、うかつに食べた者はあまりの辛さに凶暴な人格に変貌する。これを食べたククリとニケは野生化（ウニョラー化）した。

## ナレーター・ウインドウ
ナレーター
声：横尾まり（1作目、2作目）
RPGでの「魔物が現れた」「アイテムを手に入れた」のようなコメントを出すほか、キャラクターの行動などに「勇者は正義がたりない」「そんなことはどうでもよかった」などといったツッコミを入れる場合もある。アニメ3作目ではナレーションが廃止されウインドウによる字幕のみで処理されている。